# Izquierda Unida (España)
Izquierda Unida (IU) es una federación de partidos española de izquierdas, definida en sus estatutos como socialista, republicana, federal, feminista y ecologista. Surgió como una coalición electoral formada para concurrir a las elecciones generales de España de 1986 que agrupó a diversos partidos a la izquierda del PSOE, promovida por el Partido Comunista de España. En noviembre de 1992 se inscribió en el Registro del Ministerio del Interior como federación de partidos. Desde 2024 su coordinador general es Antonio Maíllo.
Tiene una gran implantación territorial (municipal y autonómica), especialmente en Andalucía y Asturias. Históricamente IU se ha visto lastrada por el sistema electoral español, obteniendo resultados generalmente bajos en las elecciones al Congreso de los Diputados. Es por ello y por su voluntad plural que el partido concurre electoralmente bajo coaliciones electorales, normalmente con formaciones como Los Verdes. En las elecciones generales de 2016, abril de 2019 y noviembre de 2019, IU formó parte de la coalición electoral Unidas Podemos junto con Podemos y otros partidos políticos. En las elecciones generales de 2023 IU participó en la coalición Sumar y obtuvo cinco diputados de trescientos cincuenta.
Izquierda Unida está desde 2020 en el Gobierno de España, teniendo el ministerio de Consumo durante el Segundo Gobierno Sánchez (2020-2023) y el ministerio de Juventud e Infancia desde 2023, con Sira Rego como ministra.También participa desde 2023 en el gobierno de Asturias.

## Composición

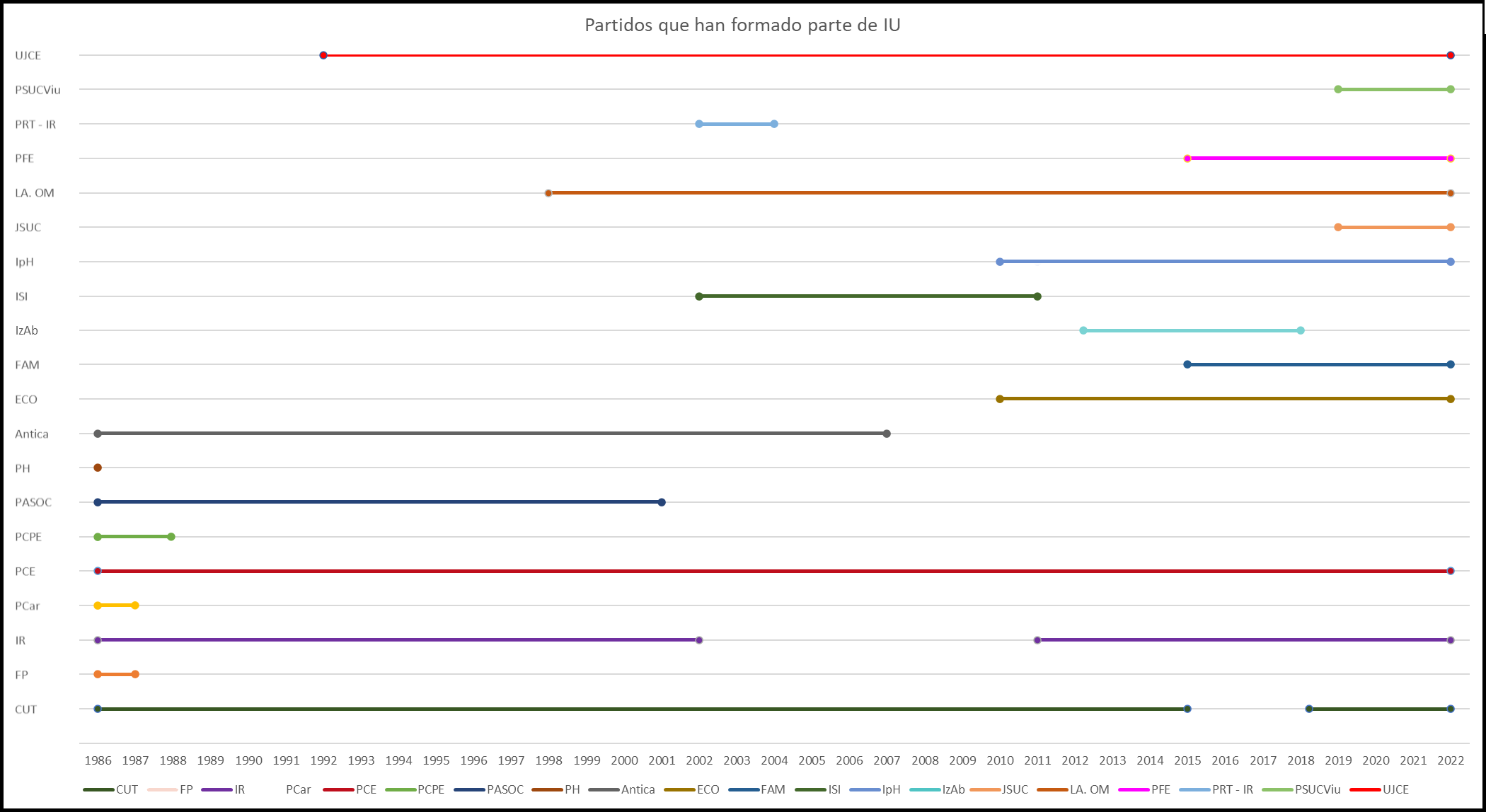
Línea del tiempo con los partidos y/u organizaciones que han formado / forman parte de Izquierda Unida desde 1986, hasta el año 2022.

### Partido Comunista de España (PCE)
En 1986 el PCE impulsó Izquierda Unida (IU) y participó con otras fuerzas políticas en su fundación, constituida primero como coalición electoral y posteriormente como federación de partidos. En el XIII Congreso del PCE se decidió transferir su soberanía a los órganos de IU, siendo además su secretario general Gerardo Iglesias el primer coordinador general de la nueva coalición.
Bajo la dirección del entonces secretario general del PCE, Julio Anguita, IU logró obtener los mejores resultados de su historia, pero problemas de salud le apartaron de la dirección. En 2008, el PCE recuperó el liderazgo de la coalición con la elección de Cayo Lara como coordinador general, teniendo como objetivo la Refundación de la Izquierda.

### Izquierda Republicana
Formó parte de Izquierda Unida (IU) desde su creación en 1986, participando activamente en la coalición hasta el año 2002, en el que se desligó por discrepancias con la dirección de Gaspar Llamazares.
El 19 de junio de 2010, una parte de la militancia decidió participar en el proceso de Refundación de la Izquierda impulsado por la nueva dirección de Cayo Lara, y el 6 de febrero de 2011, se confirmó el regreso del partido a Izquierda Unida y la participación de sus militantes en las listas de la coalición, aunque el sector contrario a esta integración se escindiría para crear Alternativa Republicana.

### Unión de Juventudes Comunistas de España (UJCE)
En la III Asamblea de IU en marzo de 1992 la Unión de Juventudes Comunistas de España (UJCE), organización juvenil del PCE, fue reconocida como organización política adherida a IU, independiente del PCE. En dicha asamblea se posicionó contra la idea de constituir a IU como un partido político al uso, defendiendo las tesis de la dirección del PCE, con Julio Anguita a la cabeza, de pasar de la fase de coalición a la de movimiento político y social.
En la IX Asamblea Federal de IU apoyaron la lista encabezada por Cayo Lara, que fue mayoritaria, y este fue elegido coordinador. De esta forma se inició el proceso de Refundación de la Izquierda y cuatro militantes de la UJCE pasaron a formar parte del consejo político federal de IU.

### La Aurora (OM)
La Aurora (OM) fue fundado en 1974 como Partido Obrero Revolucionario de España (PORE) y se integró en Izquierda Unida en 1998. En 2005 creó dentro de IU la corriente Redes. Su sección en Cataluña, la más activa, está integrada en EUiA a través de la corriente Bastida, mientras que en el País Vasco estuvo integrado en Ezker Batua-Berdeak a través de Sarea/Redes (aunque una parte del POR abandonó la coalición en 2011 para pedir el voto para Amaiur a través del colectivo Erabaki). En 2013 cambió su denominación por la de su publicación, La Aurora.

### Ecosocialistas de la Región de Murcia
El 15 de noviembre de 2010, el Consejo Político Regional de IU en Murcia aprobó por unanimidad la incorporación de una nueva organización política, Ecosocialistas de la Región de Murcia, conformada por personas ajenas a la coalición de izquierdas y militantes independientes de la misma, y constituida con el objetivo, según establecen sus estatutos, de trabajar de manera coordinada con Izquierda Unida para «transformar la sociedad sobre la base de los principios de la ecología social, la democracia participativa y el socialismo».

### Iniciativa por El Hierro
El 23 de diciembre de 2010, Izquierda Unida se reunió en El Hierro con los representantes de la dirección de Iniciativa por El Hierro, donde se concretó el acuerdo político alcanzado por ambas formaciones políticas. El acuerdo, refrendado por la asamblea general de Iniciativa por El Hierro, supuso el reconocimiento de esta fuerza política como el único referente de Izquierda Unida en El Hierro, manteniendo su propia identidad política y su capacidad de decisión. Ambas partes defienden que el acuerdo alcanzado pretende ir más allá de la simple alianza electoral y posibilitar el proceso de reorganización de toda la izquierda transformadora y alternativa canaria.

### Frente Amplio de Madrid
Frente Amplio se constituyó en 2013 como corriente interna de IUCM, pero en 2015 anunciaron su constitución como partido político dentro de IU. Tras la desfederación de IUCM, Frente Amplio de Madrid se integró como partido constituyente de la nueva federación madrileña de IU.

## Historia

### Primeros años

#### Fundación

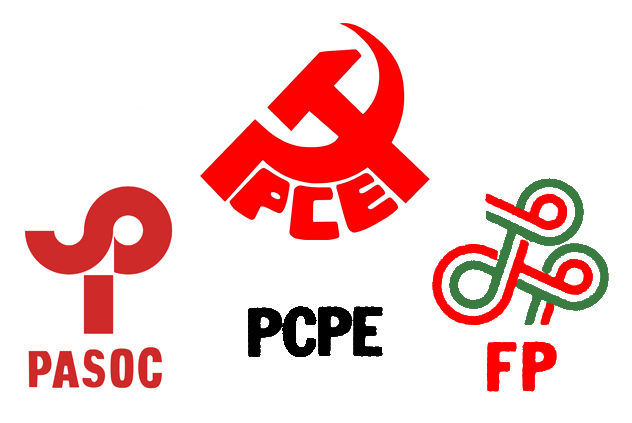
El primer símbolo electoral de Izquierda Unida (utilizado entre 1986 y 1988) era un conjunto de los logotipos de los partidos: Partido Comunista de España (PCE), Partido de Acción Socialista (PASOC), Partido Comunista de los Pueblos de España (PCPE) y Federación Progresista (FP).

El primer antecedente de organización entre los diversos partidos de izquierda que posteriormente formarían Izquierda Unida se remonta al 13 de febrero de 1986, cuando se presentó un acuerdo de coalición electoral con el nombre provisional de Alternativa de la Izquierda que integraban Federación Progresista y el Partido de Acción Socialista, haciendo un llamamiento al Partido Comunista a sumarse a la agrupación. Izquierda Unida (IU) se fundó al calor de las movilizaciones para exigir la salida de España de la OTAN en 1986, cuando la Plataforma Cívica por la Salida de España de la OTAN —presidida por el escritor Antonio Gala— consiguió aglutinar a casi todas las organizaciones de izquierdas del país. Muchas de esas organizaciones se integraron después en la coalición «Plataforma de la Izquierda Unida». El 12 de marzo de 1986 se celebró un referéndum, cuyo resultado fue a favor de la permanencia en la OTAN, si bien hubo casi siete millones de votos en contra.
La primera reunión de la coalición tuvo lugar el 27 de abril de 1986 en el despacho de la abogada Cristina Almeida, y contó con la participación del Partido Comunista de España (PCE), el Partido Socialista Unificado de Cataluña (PSUC), el Partido de Acción Socialista (PASOC), Izquierda Republicana (IR), la Federación Progresista (FP), el Partido Humanista y el Partido Carlista. A estos partidos se les unirían, posteriormente el Partido Comunista de los Pueblos de España (PCPE) y el Colectivo de Unidad de los Trabajadores-Bloque Andaluz de Izquierdas (CUT-BAI), así como una serie de políticos independientes. Se constituyó una Comisión Política para regirla presidida por Gerardo Iglesias, secretario general del PCE —partido que constituía el 80 % de la coalición—. El 29 de abril se constituyó oficialmente la coalición.
En junio de 1986, IU participó por primera vez en unas elecciones generales, obteniendo siete escaños (tres más que el PCE en las anteriores generales) con un 4.6 % de los votos. En las municipales de 1987 sus resultados mejoraron, obteniendo el 7.18 % de los votos. Sin embargo, ese mismo año el Partido Humanista fue expulsado de IU, entre otras razones, por sus conexiones con una secta argentina conocida como La Comunidad. También fue expulsado de la coalición el Partido Carlista. La Federación Progresista acabaría abandonando IU en 1987 y se disolvió un año después, en 1988.
Hasta esta fecha, IU había acudido a las elecciones con un símbolo que incluía los logos del PCE, PASOC, PCPE y FP, pero en 1988 convocó un concurso público para el diseño de un nuevo logotipo. El resultado fue un símbolo con la I y la U en gris y verde con un toque de rojo, con importantes variaciones en función de la región donde se presentase la candidatura, incorporando las banderas o iconos autonómicos y cambios en las siglas o incluso imagotipos totalmente diferentes, como el de Ezker Batua en el País Vasco.
En enero de 1989 también abandonó la coalición el PCPE, tras la reincorporación al PCE de su presidente y fundador — Ignacio Gallego— junto a ocho mil militantes, cuarenta y ocho miembros del Comité Central y la mayoría de cargos públicos. En febrero de 1989 se celebró la I Asamblea General, donde, decidiéndose abandonar el modelo organizativo de coalición, se aprobó la nueva autodenominación de IU como «movimiento político y social». Participaron cerca de mil delegados, de los cuales solamente el 25 % habían sido elegidos entre los partidos integrados en la coalición, y el resto directamente por los afiliados de las diversas comunidades autónomas. Se eligió una Presidencia Colegiada —más tarde se denominará Presidencia Federal— que eligió como coordinador federal a Gerardo Iglesias.
En las elecciones generales de 1989, Izquierda Unida se había convertido ya en la tercera fuerza política más votada, llegando a dicecisiete diputados con el 9.07 % de los votos.

### Julio Anguita (1989-2000)

#### Rechazo a los pactos con el PSOE

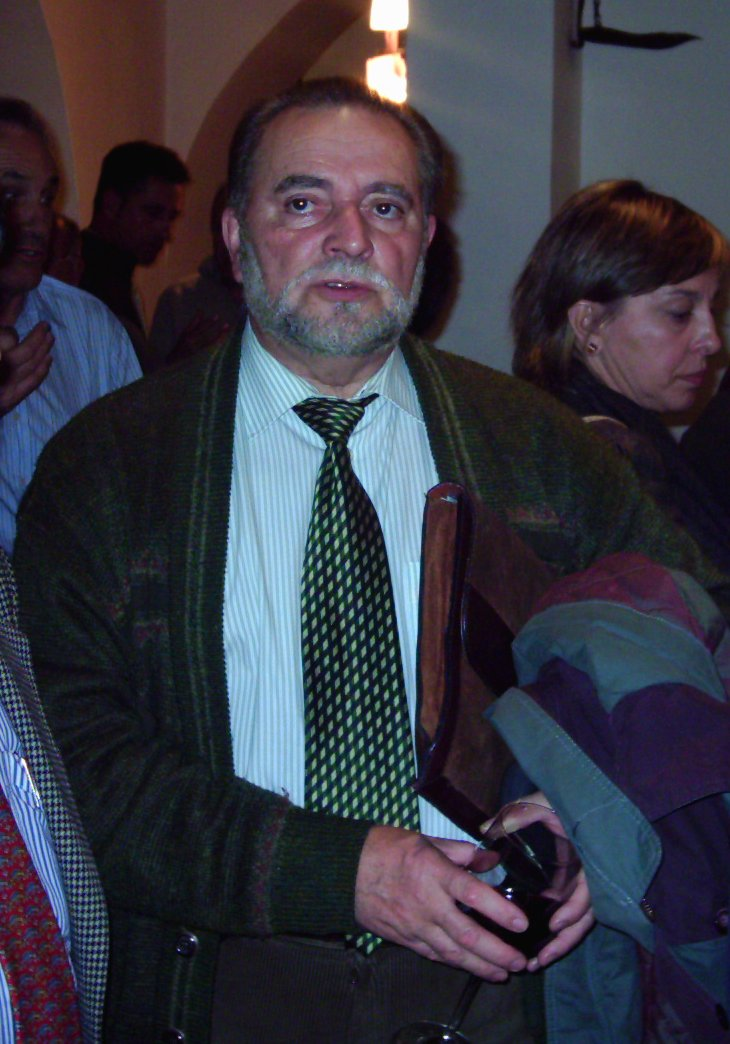
Julio Anguita en 2004 en Córdoba.

En noviembre de 1989 Gerardo Iglesias dimite como secretario general del PCE y como coordinador de IU, quien fue sustituido en este segundo cargo por Julio Anguita González —alcalde de Córdoba entre 1979 y 1986, y político muy reconocido por aquel entonces dentro del PCE—. En noviembre de 1990 se celebra la II Asamblea Federal de IU, que confirmó a Julio Anguita como coordinador, y que supone la transferencia de soberanía desde el PCE y los demás partidos integrantes hacia los órganos de IU. En aquella asamblea, se acordó no pactar con el PSOE por considerar que había traicionado los «ideales de la izquierda». Sin embargo, las federaciones regionales de Galicia, Cataluña y las Islas Canarias se habían constituido como autónomas, para buscar sus propios acuerdos. En el caso de Iniciativa per Catalunya —que había sucedido al PSUC—, su líder Rafael Ribó apostaba por buscar «la casa común de la izquierda», pactando con el PSOE.
En agosto de 1991, un grupo de dirigentes del PCE y el PASOC, apoyados por el secretario general de Comisiones Obreras, Antonio Gutiérrez, apostaron por constituir IU en partido político, disolviendo a las fuerzas que lo conformaban, confiando en que el XIII Congreso del PCE fuese el último que se celebrase, oponiéndose así a las tesis de Julio Anguita de mantener el pluralismo partidario dentro de la coalición. Tras la decisión de Esquerra Unida del País Valencià de registrarse como partido político propio, un sector mayoritario de la Presidencia de IU apostó por respaldarlo y dar plena autonomía a las federaciones territoriales, frente a lo cual Julio Anguita apostó por trasladar dicha decisión al Consejo Político Federal, llegando a dimitir ante lo que consideraba que era una vulneración de los estatutos. Finalmente se rechazó cualquier disolución del PCE. Izquierda Canaria Unida (ICU), primer referente de IU en Canarias, formó parte de la coalición Iniciativa Canaria Nacionalista (ICAN) durante unos meses de 1991. La militancia, descontenta con un proyecto no federado a IU, y «derechizado» —por los pactos que suscribió con el PP— recuperó el proyecto del PCE y de Izquierda Unida en Canarias en 1991 y 1992, respectivamente. Posteriormente, ICAN formó Coalición Canaria en 1993.
En 1992 Julio Anguita denunció la estrategia del PSOE y el PP de construir un nuevo bipartidismo, mediante una estrategia de tensión constante entre ambos partidos, a pesar de que compartirían el mismo modelo económico que generaba corrupción. Frente a ello, Julio Anguita definía lo que denominaba una «nueva forma de hacer política». En la III Asamblea de IU, celebrada ese mismo año, Izquierda Unida debatió profundamente sobre el Tratado de Maastricht, decidiendo oponerse al proyecto europeo que representaba. Anguita fue reelegido en las III, IV y V Asambleas Federales (1992, 1994 y 1997, respectivamente), si bien a partir de 1992 debió enfrentarse a una corriente crítica organizada denominada «Nueva Izquierda», de tendencia socialdemócrata y partidaria de la Tercera Vía, que aglutinaba a una parte de los sectores de IU ajenos al PCE. Numéricamente, Nueva Izquierda era un sector exiguo, pero contaba en sus filas con destacados cargos públicos y dirigentes —como Nicolás Sartorius, Diego López Garrido o Cristina Almeida, que aparecían con frecuencia en los medios de comunicación— y mayoritariamente partidarios de consolidar IU como organización política independiente de las formaciones que lo crearon, hasta transformarlo en un partido que colaborara estrechamente con el PSOE.

#### La teoría de las dos orillas
En 1993 Julio Anguita anunció la crisis del Estado, ya que consideraba que el gobierno de Felipe González (PSOE) únicamente estaba «parcheando» los problemas, apostando por el negocio «rentable y rápido», lo cual daba lugar a casos de corrupción. Rechazó la precariedad en el empleo, el cierre de empresas y la destrucción del tejido industrial y resaltó las «grandes coincidencias» de las propuestas del PSOE y del Partido Popular y lo falaz de una situación centrada en el enfrentamiento verbal entre González y José María Aznar, «que traen a la memoria el bipartidismo de Cánovas y Sagasta».
El coordinador general de IU elaboró la teoría de «las dos orillas» y el «sorpasso»: PP y PSOE se encontraban en la orilla derecha, con el neoliberalismo, e IU en la orilla izquierda, con los trabajadores. Rechazó también la filosofía de los «líderes», considerando que la política debía ser una tarea colectiva, así como el «pacto social» propuesto por la nueva dirección de CCOO con el Gobierno y la patronal. También durante esta época Izquierda Unida se convierte en la primera organización política de España en tener un grupo interno LGTB, al crear en 1994 ALEAS, área destinada a la defensa de las libertades afectivo-sexuales.
En las elecciones municipales de 1995 IU obtuvo el 11.68 % de los votos, lo que permitió a varias federaciones alcanzar pactos de gobierno con el PSOE en numerosos ayuntamientos, especialmente en el sur de Madrid o en Andalucía. Ese mismo año se incorporó Izquierda Alternativa como corriente interna, formada por antiguos militantes de la desaparecida Liga Comunista Revolucionaria (LCR), y que se acabaría redefiniendo como Espacio Alternativo. En 1996 IU realizó elecciones primarias en las que salió elegido Julio Anguita como cabeza de lista de las siguientes elecciones generales. En los comicios generales de marzo de ese año, IU superó el 10 % de los votos y logró constituir un grupo parlamentario de veintiún diputados, un resultado muy similar al que había obtenido el PCE en los años 70.
A partir de la llegada al Gobierno del Partido Popular, liderado por José María Aznar, aumentan las tensiones en el seno de IU. Julio Anguita no solo se oponía al partido del gobierno, sino que también seguía criticando al PSOE y al expresidente del Gobierno Felipe González, por estar enfangados en la corrupción y en políticas contrarias a sus postulados.

#### Expulsión de Nueva Izquierda
Las tensiones dentro de IU continuaron hasta tener consecuencias políticas. El 25 de mayo de 1997 el consejo nacional de la federación gallega, Esquerda Unida-Esquerda Galega (EU-EG), decidió —con el apoyo a nivel estatal del Partido Democrático de la Nueva Izquierda— coaligarse con el PSdG en las elecciones autonómicas. El acuerdo, encabezado por el coordinador general, Anxo Guerreiro, fue tomado en contra de la decisión adoptada en la conferencia nacional e EU-IU, así como del secretario general del Partido Comunista de Galicia (PCG). La dirección federal de Izquierda Unida desautorizó la coalición y sancionó a los diputados de la corriente Nueva Izquierda que la apoyaron. El 15 de junio de 1997 se celebró la fiesta del Treball en medio de fuertes tensiones de IU con Iniciativa per Catalunya (IC). Rafael Ribó, presidente de IC y secretario general del PSUC, siguió defendiendo las alianzas con el PSOE y rechazó las críticas de IU tanto a los sindicatos CCOO y UGT como las sanciones a los diputados de Nueva Izquierda, que ya se había constituido como partido dentro de IU. También apoyó la coalición —desautorizada por la dirección de IU— de Esquerda Unida con el PSOE. En cambio, Julio Anguita defendió la unidad de la izquierda solo mediante criterios programáticos concretos y rechazando la corrupción que salpicaba al PSOE.
En 1997 los tres diputados de IU que pertenecían a Nueva Izquierda se desmarcaron del resto del grupo parlamentario y se negaron a rechazar la reforma laboral que creaba el «contrato de fomento del empleo indefinido», que abarataba el despido respecto al contrato ordinario. La Ejecutiva de IU expulsó a los miembros de Nueva Izquierda de la dirección y les pidió que devolviesen sus actas de diputados, ante lo cual sus integrantes decidieron continuar en el Congreso con el nombre de Partido Democrático de la Nueva Izquierda (PDNI). En septiembre de ese año, se celebró la V Asamblea Federal de IU en medio de una grave crisis. El partido de Nueva Izquierda fue expulsado, integrándose sus miembros en el PSOE. Las federaciones controladas por dicha corriente (concretamente, las de Castilla-La Mancha y Aragón) fueron disueltas. También fueron expulsados los líderes de IC y EU-EG, con sus directivas. Parte de EU-EG, celebró una asamblea en la que decidieron mantener la relación con Izquierda Unida a nivel federal, y concurrir a las elecciones autonómicas con el nombre de «Izquierda Unida». Posteriormente, los tribunales le concedieron a la federación gallega de IU el uso del nombre Esquerda Unida, y los partidarios del antiguo coordinador Anxo Guerreiro, constituyeron Esquerda de Galicia, que terminó por disolverse pocos años después. De la misma forma, los sectores de IC más próximos a la dirección federal de IU abandonan el partido y forman el PSUC viu, que crearía junto a otros partidos la coalición Esquerra Unida i Alternativa (EUiA), federada con IU. En diciembre de 1998 IU lideró manifestaciones en todo el país tras un año movilizándose por una jornada de 35 horas semanales, con el apoyo de sindicatos como la Confederación General del Trabajo (CGT) o Unión Sindical Obrera (USO), así como el sector crítico de CCOO. En cambio, las direcciones de los sindicatos mayoritarios CCOO y UGT no se sumaron. Era el inicio de una Iniciativa Legislativa Popular que necesitaba recoger 500 000 firmas para poder ponerse en marcha. Ese año hubo varias incorporaciones a Izquierda Unida: el Partido Obrero Revolucionario (POR), el Partido Revolucionario de los Trabajadores (PRT) y Nuevo Claridad, adscrito a la Corriente Marxista Internacional.

#### Enfermedad y sustitución por Francisco Frutos
A mediados de 1998 y tras haberlo meditado y consensuado con otros dirigentes, Julio Anguita renunció a la Secretaría General del PCE y fue sustituido por Francisco Frutos. Anguita argumentó entonces como las razones de su salida su enfermedad, si bien reconoció años más tarde que eso sólo era un pretexto, ya que lo que había ocurrido es que se había consumado la derrota de las posiciones por él defendidas y no veía sentido seguir donde no se sentía a gusto. No estaba de acuerdo con la política de «cheque en blanco» al PSOE o a CCOO a nivel sindical, ya que consideraba que se debía actuar sobre la base de las ideas y el programa. Francisco Frutos ya había desempeñado diversos cargos en la dirección de IU, pues había sido el número dos en las elecciones generales de 1996. Aunque nunca llegó a ser coordinador federal de IU, en enero de 2000 fue designado por la organización para liderar la candidatura a la Presidencia del Gobierno en las elecciones generales de 2000.
Durante el ciclo electoral 1999-2000, EUiA e ICV actuarían por separado, presentándose ICV en coalición con el PSC-PSOE en las elecciones al Parlamento de Cataluña de 1999 en varias provincias. Ese mismo año, en Cantabria también se producía una escisión, Izquierda Democrática Cántabra (IDCAN), pasándose a esta formación los tres diputados de IU en el Parlamento de Cantabria en aquel momento; esta nueva formación en adelante se presentó coaligada al Partido Socialista de Cantabria (PSC-PSOE), desde entonces hasta su integración en este en 2003. IU también cambió entonces su política hacia un acercamiento al PSOE, y firmó un acuerdo preelectoral de investidura con el PSOE para las elecciones generales de marzo de 2000. El resultado fue un espectacular fracaso de ambos partidos, y la victoria por mayoría absoluta del Partido Popular. Izquierda Unida vio reducido su apoyo a la mitad de su electorado, obteniendo únicamente ocho diputados, con el 5.45 % de los votos.
A finales de ese mismo año, Gaspar Llamazares fue elegido en la VI Asamblea Federal por un estrecho margen frente a Francisco Frutos como coordinador federal, aunando los votos de diversas corrientes de IU críticas con la dirección saliente.

### Gaspar Llamazares (2000-2008)

#### Acercamiento al PSOE y caída electoral

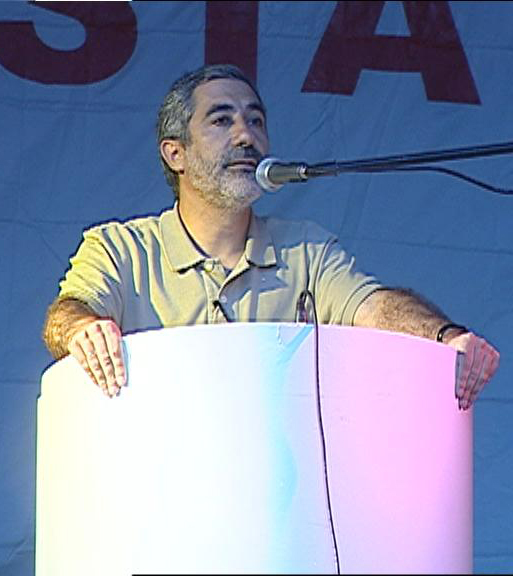
Gaspar Llamazares, coordinador de la coalición entre el 2000 y el 2008.

Gaspar Llamazares coordinó IU apoyándose en el PSOE, con una política de enfrentamiento con el PCE, liderado por Francisco Frutos. A nivel catalán restauró las relaciones con Iniciativa per Catalunya Verds (ICV), manteniendo al mismo tiempo a Esquerra Unida i Alternativa (EUiA) como referente formal en Cataluña. Asimismo, trató de imprimir a IU una orientación más ecosocialista que comunista o libertaria. En 2001, la entonces federación vasca de IU, Ezker Batua (IU-EB), entró a formar parte del Gobierno vasco, pactando con los conservadores Partido Nacionalista Vasco (PNV) y con Eusko Alkartasuna (EA).
En 2001, Castellano dejó la Presidencia del PASOC a Luis Aurelio Sánchez, y el PASOC abandonó IU, por discrepancias con la nueva política de Gaspar Llamazares, permaneciendo dentro la escisión posteriormente llamada Iniciativa Socialista de Izquierdas. El 2 de marzo de 2002 también abandonaría la coalición Izquierda Republicana, al no poder concretar un proyecto político definido dentro de Izquierda Unida, y Ángeles Maestro fundó Corriente Roja en el seno de IU, que representaría las posturas más críticas con la dirección y de acercamiento a la izquierda abertzale. En 2003, IU se presentó a las municipales y autonómicas con Bloque por Asturies (BA), Socialistas Independientes de Extremadura (SIEX) e ICV, obteniendo unos resultados electorales muy negativos. Solo la coalición ICV-EUiA en Cataluña y la federación vasca de IU, Ezker Batua, aumentaron sus apoyos. Mantenía un electorado levemente inferior al millón de votantes, y una base histórica de apoyo en Cataluña, Asturias, Madrid, Comunidad Valenciana y Andalucía, por la tradición comunista de zonas de esas regiones. Seguía manteniendo un especial vínculo con la primera central sindical española, Comisiones Obreras (CCOO), de tradición comunista durante el franquismo y los primeros años de la transición, con un millón de afiliados.
En las elecciones generales de 2004, IU redujo los votos obtenidos, mientras que la participación y los votos del PSOE aumentaron considerablemente. Como consecuencia, sólo obtuvo tres diputados: Gaspar Llamazares, Ángel Pérez e Isaura Navarro. Se formó en el Congreso de los Diputados un grupo parlamentario junto a los dos diputados de Iniciativa per Catalunya Verds - Esquerra Unida i Alternativa con la denominación Izquierda Verde - Izquierda Unida - Iniciativa per Catalunya Verds. Unos meses después, en las elecciones europeas de 2004, Izquierda Unida se presentó junto a ICV, EUiA, Izquierda Republicana, Red Verde —partido formado principalmente por antiguos miembros de Nueva Izquierda—, y otros grupos minoritarios, consiguiendo un porcentaje de votos aún menor que en las elecciones generales. De los dos eurodiputados obtenidos, uno era de Izquierda Unida (Willy Meyer), y otro de Iniciativa per Catalunya Verds (Raül Romeva), que una vez electo formó parte del grupo parlamentario europeo verde.

#### Conflictividad interna
Durante las elecciones europeas, Corriente Roja, liderada por Ángeles Maestro, salió de la coalición por fuertes discrepancias con la política de la dirección, a la que calificaba de reformista. A su vez, también lo hizo el PRT-IR. Un mes después, la federación vasca de IU aprobó unos nuevos estatutos que incluían un cambio de nombre por el de Ezker Batua-Berdeak (EB-B), y con los cuales la organización pasaba a ser un partido independiente de la dirección federal, que se asociaba con Izquierda Unida mediante un protocolo que suscribió Gaspar Llamazares. A esta decisión se opuso el PCE-EPK.

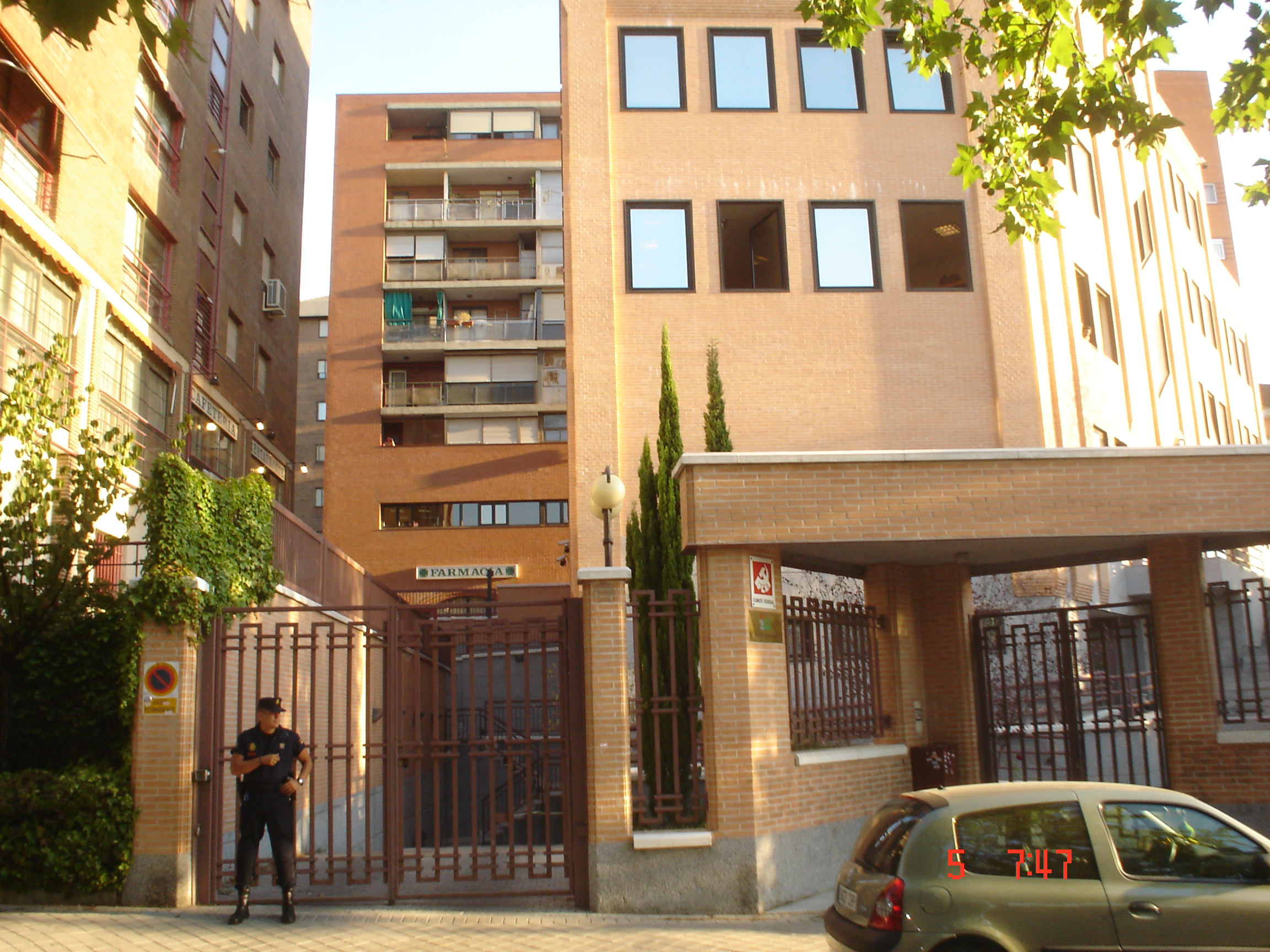
Calle Olimpo 35, sede de Izquierda Unida.

En diciembre de 2004 se celebró con carácter extraordinario la VIII Asamblea Federal de Izquierda Unida, tras la crisis abierta por las sucesivas derrotas electorales sufridas por la coalición y por la división en su dirección. Esta Asamblea reeligió a Gaspar Llamazares como coordinador federal, frente al principal oponente, Enrique Santiago, en un proceso muy polémico que algunos sectores calificaron de irregular debido a que la candidatura de Santiago —respaldada por el PCE y las Juventudes Comunistas— y la presentada por Sebastián Martín Recio —respaldada por los sectores más a la izquierda de IU—, sumaron más de un 50 % frente al 49 % de la lista oficial de Llamazares. El número de afiliados era de 70 000.
La reelección de Gaspar Llamazares, en enero de 2005, fue muy polémica porque se debió a un sistema aprobado en una reforma de los estatutos previa a la elección y durante la misma Asamblea, consistente en que votaran no solamente la mitad del nuevo Consejo Político Federal, órgano competente hasta entonces para elegir al coordinador federal, sino también los coordinadores de las federaciones. De esta manera, consiguió un 54 % de apoyos, algo que sus oponentes también rechazaron, ya que era necesario un mínimo del 60 % para presentarse a una segunda reelección a coordinador, como disponen los estatutos. La Comisión de Garantías resolvió la cuestión a favor de Llamazares al entender que no se había agotado el segundo mandato, ya que la VIII Asamblea se había anticipado. Durante la VIII Legislatura Izquierda Unida fue una de las formaciones que apoyaron en el Parlamento al gobierno de José Luis Rodríguez Zapatero. A inicios de 2005 hizo campaña pidiendo el voto en contra en el referéndum sobre la Constitución Europea. Al año siguiente actualizaría su logotipo, cambiándolo a uno de color rojo y enmarcado en un cuadrado inclinado hacia la izquierda. Este nuevo logotipo, además de ser un guiño a su espectro ideológico, también buscaba el abaratamiento de costes al poder imprimir la propaganda a una tinta y adaptarlo mejor a cualquier uso. El 25 de enero de 2007, la dirección federal y la regional de la Comunidad de Madrid, firmaron un «acuerdo político» por el que Inés Sabanés sería la candidata a la presidencia de la Comunidad en las elecciones de 2007 y Ángel Pérez candidato al ayuntamiento, hecho que suscitó críticas por parte del Consejo Político de IU en la Ciudad de Madrid, que había elegido otros candidatos en un proceso asambleario entre los militantes de la capital.
En las Elecciones Municipales de 2007 se presentó en solitario en ocho comunidades autónomas, y en coalición en las nueve restantes así como las dos ciudades autónomas: en Asturias con el Bloque por Asturies y Los Verdes de Asturias; en Cantabria con el Bloque Regeneración; en el País Vasco con Aralar; en Cataluña con Iniciativa per Catalunya Verds; en Ceuta con la Unión Demócrata Ceutí; en la Comunidad Valenciana con el Bloc Nacionalista Valencià, Los Verdes e Izquierda Republicana; en las Islas Baleares con el Partit Socialista de Mallorca-Entesa Nacionalista, Los Verdes y Esquerra Republicana de Catalunya; en Castilla y León y en la Región de Murcia con Los Verdes; en Extremadura con Socialistas Independientes de Extremadura; y en Melilla con Coalición por Melilla.
En junio de 2008 se llevaría a cabo la integración de Coalición por Melilla dentro de la estructura de izquierda unida, formando parte como federación de derecho de Izquierda Unida en la ciudad autónoma.
Perdió 256 740 votos con respecto a los anteriores comicios locales de 2003.

#### Polémicas votaciones por correo
A finales de 2007, el PCE impulsa en el Consejo Político Federal de IU la celebración de elecciones primarias para designar al candidato a la Presidencia del Gobierno en las elecciones generales de 2008. Frente a Gaspar Llamazares, se presenta la secretaria general del Partit Comunista del País Valencià, Marga Sanz. El referéndum se celebra en noviembre por un sistema de correo certificado, criticado duramente por el PCE. Finalmente, con una participación de en torno al 38 %, Llamazares obtiene 13 626 votos (62.5 %) y Sanz 8169 (37.5 %).
El 17 de noviembre se celebró una Asamblea de la federación valenciana de IU, en la que se elegiría a la nueva dirección, y que se producía en medio de una profunda crisis con la corriente interna Esquerra i País, ya constituida como partido con el nombre de Iniciativa del Poble Valencià (IdPV) y que contaba con el apoyo de ICV. Entonces, algunos miembros de IdPV habían dejado de pagar sus cuotas como medida de protesta contra la dirección regional, y la dirección federal de IU envió una carta advirtiendo que se anularía la Asamblea si la dirección regional no les permitía participar. La asamblea se realizó y Antonio Montalbán fue elegido como cabeza de lista, con el apoyo del PCPV, los independientes y Espai Alternatiu.
IdPV impugnó la Asamblea, y aunque la petición fue desestimada por unanimidad por el órgano de control interno (la Sindicatura de Greuges d'EUPV), la dirección federal decretó unas primarias dentro de EUPV por voto postal. En las primarias impulsadas por la dirección federal de IU solo participó un 33.24 % de la militancia valenciana, que eligió a la candidata de IdPV, Isaura Navarro, con 1057 votos. Los candidatos de EUPV no participaron y la dirección no reconoció dichos resultados, ya que el proceso no se había impulsado en el órgano regional legítimo y en cualquier caso no había habido cuórum (solo treinta de los ochenta y siete miembros estaban presentes). Así, en otro referéndum organizado el 11 de enero de 2008 por el Consell Nacional de EUPV, ganó Montalbán por 1299 votos. En enero de 2008, tras la demanda judicial de EUPV para suspender las primarias, la dirección federal reconoció los resultados.
Tras los peores resultados de su historia en las elecciones generales de 2008 en las que Izquierda Unida obtuvo solo dos diputados (obtenidos dentro de la coalición con ICV), perdiendo un diputado en Madrid, otro en Barcelona y el único de Valencia, Gaspar Llamazares informó de su intención de abandonar su cargo como coordinador general en la siguiente asamblea. En el Congreso de los Diputados, IU formó el Grupo Parlamentario de Esquerra Republicana-Izquierda Unida-Iniciativa per Catalunya Verds junto a ERC e ICV, tras el préstamo de los dos diputados del BNG. El 22 de abril de 2008, el ex-coordinador general Julio Anguita remitió al Comité Federal del Partido Comunista de España (PCE) un documento en el que defendía la necesidad de una «refundación» de IU. En su carta, atribuyó la debacle electoral a la «falta de una línea clara», y a la inexistencia de un programa coherente. Defendió la democracia radical, la lucha por la III República y el federalismo, tanto para el modelo organizativo de la coalición como para el modelo de estado defendido. A su juicio, el debate debería abrirse en la siguiente asamblea federal de IU. En julio de 2008 IU tenía 48 318 afiliados.

### Cayo Lara (2008-2015)

#### IX Asamblea Federal
Los días 15 y 16 de noviembre de 2008 se celebró la IX Asamblea Federal en Rivas-Vaciamadrid, bajo el lema Respuestas por la izquierda. La presidencia federal de IU bajó al 5 % el número de avales necesarios para poder presentar las candidaturas, que fueron finalmente cinco:
1. La de Cayo Lara, Coordinador General de IU de Castilla-La Mancha y candidato de consenso del PCE de la lista «Otra IU es Posible», que obtuvo un 43 % de los votos.
2. La de Inés Sabanés, de la corriente «llamazarista» conocida como IU-Abierta, y que obtuvo un 27 % de apoyos.
3. La del senador Joan Josep Nuet, candidato de la Nacional-II o tercera vía, que articulada en torno a dirigentes catalanes, madrileños y aragoneses, y que en la anterior asamblea apoyó a Gaspar Llamazares, obtuvo el 19 % de votos.
4. La de Haizea Miguela, de Ezker Batua, apoyada por sectores críticos del PCE vasco y murciano, así como una mayoría extremeña, que obtuvo un respaldo del 6 %.[91]
5. La de Juan Manuel Sánchez Gordillo, líder del CUT-BAI, respaldado también por Convocatoria por Andalucía, y que tuvo el apoyo de un 5 % de los presentes.[92]

La asamblea concluyó sin elegir a un nuevo Coordinador Federal que sustituyera a Gaspar Llamazares, ante el desacuerdo entre las distintas corrientes de la coalición. Una comisión, presidida por el candidato más votado, Cayo Lara, se encargó de preparar la convocatoria del Consejo Político completo (en la asamblea sólo se elige a la mitad, 90 miembros; los otros 90 son elegidos por las federaciones territoriales).
Finalmente, el Consejo Político Federal, convocado el 14 de diciembre, eligió a Cayo Lara como coordinador federal de la coalición con un 55.08 % de los votos, frente al candidato de la Nacional II Joan Josep Nuet. IU Abierta había designado a Eberhard Grosske como su candidato, pero finalmente prefirió retirarlo y abstenerse.
Por otro lado, el 22 de noviembre, Espacio Alternativo aprobó una resolución por la cual abandonaba definitivamente su integración en Izquierda Unida, vertebrándose como partido político con la intención de presentarse a las elecciones europeas de 2009 con el nombre de Izquierda Anticapitalista, si bien sus militantes en la Comunidad Valenciana continuaron participando mayoritariamente dentro de EUPV, destacando el economista Manolo Colomer y el responsable de movimientos sociales de EUPV, Antonio Arnau.

#### Anticapitalismo y pluralidad interna

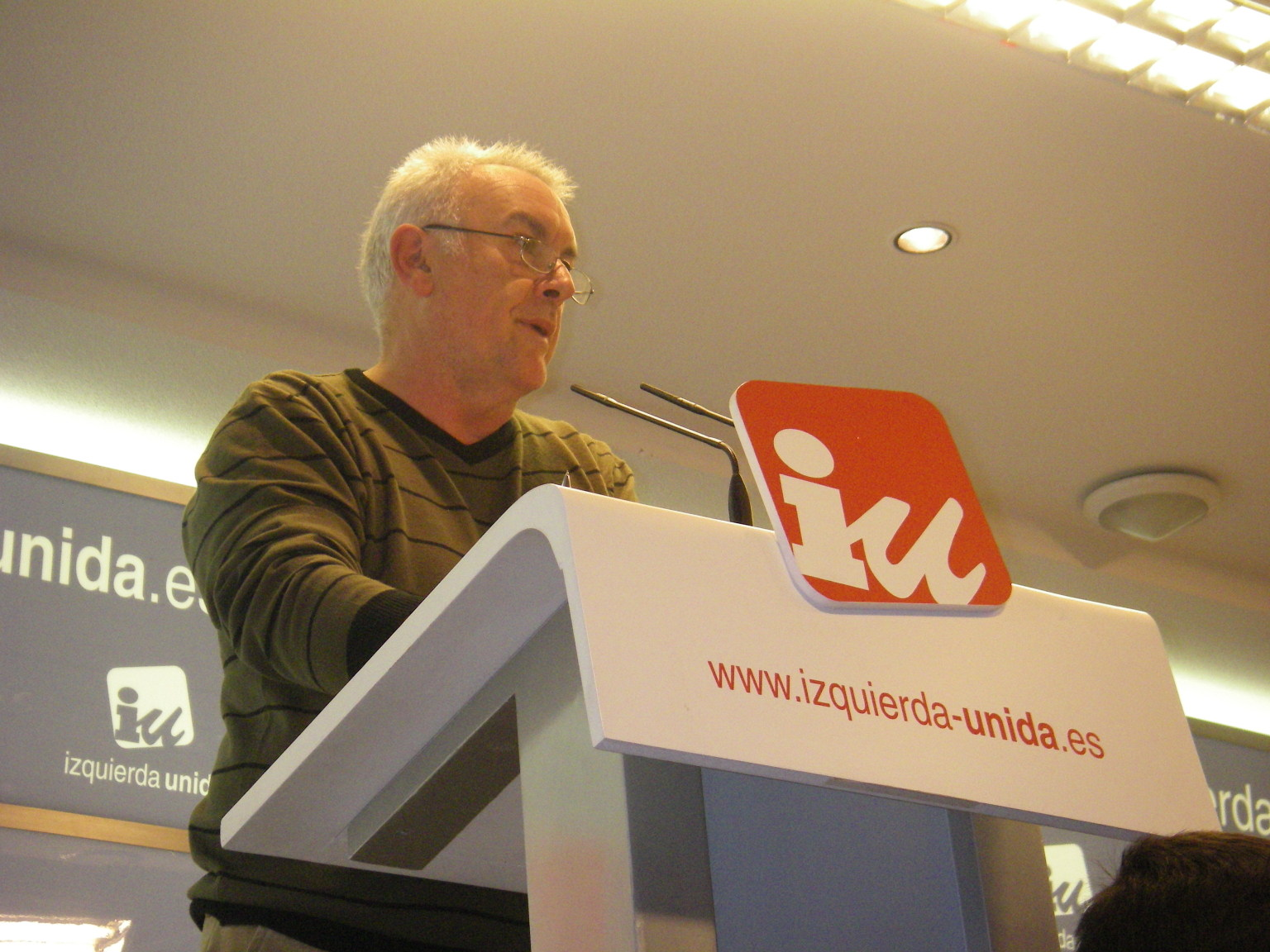
Cayo Lara hablando ante el Consejo Político Federal de IU en diciembre de 2008.

Cayo Lara, pese a representar al PCE en el seno de IU, integró desde un principio en la nueva dirección de la organización a personas de todos los sectores y corrientes de la formación. En su primera intervención pública, Lara mencionó a los pobres, a los parados y a los hipotecados, e hizo un llamamiento a la huelga general, necesaria, a su juicio, e instó a su formación a abandonar sus luchas internas y a preocuparse por lo que realmente pasa en el país.
Cayo Lara remarcó desde un primer momento la apuesta por alejar a IU del PSOE, por considerar que defiende el neoliberalismo al igual que el Partido Popular, y de refundar la izquierda anticapitalista, para converger con otras fuerzas de izquierdas y salir a la calle y presentar una alternativa a la crisis. La nueva dirección del partido reclama que tanto PP como PSOE cumplan íntegramente el contenido de la Constitución Española de 1978, entendiendo que no se han cumplido los derechos a la igualdad y al trabajo, entre otros, en ella recogidos.
En marzo de 2009, Javier Madrazo dimitió como coordinador general de Ezker Batua como consecuencia del mal resultado obtenido en las elecciones de 2009, siendo reemplazado por Mikel Arana. En abril, la corriente interna encabezaba por Oskar Matute se escindió de EB para crear Alternatiba, partido que se integró posteriormente en las coaliciones Bildu, Amaiur y Euskal Herria Bildu.
En las elecciones al Parlamento Europeo de 2009 IU repitió coalición con ICV, denominada La Izquierda, que aunque descendió ligeramente en sus apoyos, supuso la estabilización de la caída, al obtener prácticamente el mismo respaldo que en los anteriores comicios, un 3.71 % de los votos. Aunque IU-ICV habían llegado al acuerdo de integrarse en el mismo grupo político europeo, ICV rompió el pacto y se integró en el Grupo Parlamentario Europeo Verde, por lo que IU decidió el 27 de junio de 2009 no volver a editarlo en los mismos términos.
En noviembre de 2009, el fiscal general del Estado Cándido Conde-Pumpido reveló que existían setecientas treinta causas abiertas por presunta corrupción contra cargos públicos de partidos políticos, correspondiendo veinte de ellas (un 2.7 %) a Izquierda Unida.

#### Refundación de la Izquierda
El 28 de noviembre de 2009, IU aprobó el proyecto de Refundación de la Izquierda que buscaba no solo refundar IU sino la refundación de toda la izquierda en una «fuerza política más fuerte, anticapitalista, transformadora y republicana», haciendo un llamamiento a todos los sectores de la izquierda alternativa en un proceso de «acumulación de fuerzas». La refundación buscaba la convergencia con la izquierda extraparlamentaria e incluso con los sectores de izquierdas desencantados con el PSOE.
Pero este proceso no se llevó a cabo en todas las federaciones y se ejecutó de manera desigual, como es el caso de la federación asturiana, feudo de Izquierda Abierta que mantenía expulsado al Partido Comunista de Asturias y que no participó en la I Asamblea de Refundación. Por su parte, la dirección de la federación madrileña (IUCM) había elegido las candidaturas electorales propuestas por Ángel Pérez un mes antes de dicha asamblea, provocando duras críticas. Ese mismo año las diputadas regionales Inés Sabanés y Reyes Montiel, vinculadas a Izquierda Abierta, se marcharon a Equo.
El 24 de septiembre de 2010, Izquierda Unida también llegó a un acuerdo con la organización Los Verdes-Grupo Verde, que emplazaba a ambas organizaciones a avanzar en procesos de convergencia política y social. El acuerdo incluía constituir una ‘Mesa de Trabajo’ para elaborar un Nuevo Programa Político, con el que se sintiera representado el conjunto de las organizaciones políticas de izquierda y de las organizaciones ecologistas, feministas y pacifistas, destinado a superar el capitalismo. Este acuerdo terminó rompiéndose poco después y acabó en los tribunales por incumplimiento de los acuerdos pactados y firmados.
La primera federación que completó la primera fase de refundación fue la de Izquierda Unida de las Islas Baleares (EUIB), que se constituyó temporalmente como Esquerra Alternativa i Verda, que finalmente volvió a su denominación original. En Galicia se organizaron actos en varias regiones gallegas, incluido uno en Santiago de Compostela que contó con representantes de la Real Academia Galega, y de fuerzas como CC. OO., la Frente Popular Galega, la Central Unitaria de Traballadores/as o la Marcha Mundial das Mulleres.
El 26 de junio de 2010 se celebró la I Asamblea Federal, en la que se dio el comienzo al proceso de refundación estatal en la que participaron organizaciones sociales de todo tipo, sindicatos de diferentes sectores profesionales, asociaciones vecinales, grupos a favor de los derechos de los homosexuales y hasta el Foro por la Memoria. A ella asistieron, como observadores, Batzarre, Zutik, CC. OO., UGT, ICV, Foro Mundial de Alternativas y el Foro por la Memoria. Asimismo, en dicha asamblea se hizo público el apoyo de Izquierda Republicana al proceso de Refundación de la Izquierda, organización que finalmente volvió a integrarse en la coalición.
Uno de los acuerdos fundamentales de este proceso de refundación fue la creación de un mecanismo de verificación de los censos de militancia en la Comisión Ejecutiva Federal, que se puso en marcha en septiembre de 2009. Con la actualización de los censos se comprobó que el número de afiliados era menor de lo que se creía.
Fruto de este proceso se establecieron alianzas como la de Batzarre e Izquierda Unida de Navarra (IUN), que presentaron el 29 de enero de 2011 la marca electoral Izquierda-Ezkerra, que tras una consulta a la afiliación de ambas organizaciones, decidieron presentarse a las elecciones municipales y autonómicas para generar un movimiento político de izquierdas, abierto, que apostase por la unidad interidentitaria de las izquierdas navarras, con un programa electoral que se elaboró de forma participativa.
También se reincorporó a IU el partido Izquierda Republicana, tras nuevo años de ruptura entre ambas organizaciones.

#### Convocatoria Social e Izquierda Plural
El 4 de julio de 2011, IU anunciaba en rueda de prensa el proceso de «Convocatoria Social», una invitación a la ciudadanía a participar en la elaboración de un programa con la convocatoria de asambleas abiertas, así como la intención de celebrar una serie de encuentros con otras fuerzas políticas de izquierda para concurrir a las elecciones generales.
Fruto de estas reuniones Izquierda Unida concurrió a las elecciones generales en Navarra en la coalición Izquierda-Ezkerra, en Aragón con la Chunta Aragonesista (CHA), en Cataluña con Iniciativa per Catalunya Verds (ICV), en Extremadura con Socialistas Independientes de Extremadura (SIEX), en Ceuta con el Partido Democrático y Social de Ceuta, en Canarias con Iniciativa por El Hierro (IpH), Canarias por la Izquierda (CxI) y el Partido por los Servicios y de los Empleados Públicos (PSyEP), en Melilla con Coalición por Melilla y en varias otras circunscripciones con partidos verdes como Els Verds del País Valencià (EVPV), Gira Madrid-Los Verdes (GM-LV), Els Verds - Opció Verda (EV-OP), Los Verdes de Asturias, Iniciativa Verds y Ecosocialistas de la Región de Murcia. En el caso de Euskadi, IU rompió con Ezker Batua en medio de una crisis interna, formándose Ezker Anitza como nueva federación vasca, que contaba con el apoyo del coordinador regional Mikel Arana y el PCE-EPK.
Además, para el Senado amplió la alianza en Murcia con Equo y Movimiento por Santomera y en Cataluña con Entesa pel Progrés de Catalunya (Acuerdo para el Progreso de Cataluña).
Finalmente, se presentó a las elecciones generales de 2011 para el Congreso de los Diputados, con Cayo Lara como cabeza de lista, junto con otras doce fuerzas políticas bajo el nombre de Izquierda Unida-Los Verdes: La Izquierda Plural, obteniendo 1 680 810 votos (el 6.92 % de los votos válidos), pasando a tener once parlamentarios (dos de ellos de ICV y uno de CHA, más uno de EUiA, referente en Cataluña de IU) y recuperando el grupo parlamentario; el mejor resultado de la formación desde el año 1996, con Julio Anguita al frente de la coalición. El diputado de CHA Chesús Yuste ocupó el escaño durante 31 meses de legislatura, pasando después su escaño a Álvaro Sanz de IU Aragón los meses restantes, tal como contemplaba el acuerdo con el que se presentaron a las elecciones.
Según el Tribunal de Cuentas, en 2011 IU fue uno de los diecisiete partidos en quiebra técnica, es decir, con patrimonio neto negativo, concretamente de 8 520 508 euros.
El 2012 se celebraron elecciones en Asturias y Andalucía, Galicia y Cataluña, en las que IU aumentó su representación. En Andalucía, IULV-CA dobló el número de diputados respecto a 2008, de seis a doce, obteniendo 437 445 votos, un 11.34 % del total, y teniendo la llave del gobierno; en Asturias fue la única fuerza que tenía representación en el Parlamento que creció respecto a las elecciones del año anterior, alcanzando los 68 827 y un escaño adicional, quedándose finalmente con cinco diputados regionales; en Galicia la federación gallega de IU, Esquerda Unida, se presentó dentro de la coalición Alternativa Galega de Esquerda junto a Anova-Irmandade Nacionalista, Equo y Espazo Ecosocialista Galego, superando dicha agrupación electoral al Bloque Nacionalista Galego (BNG), obteniendo el 13.99 % de los votos y nueve escaños; y en Cataluña ICV-EUiA obtuvo 13 escaños (tres para EUiA la federación catalana de IU) y 9.89 % del recuento final, posicionándose como quinta fuerza electoral.
En Madrid, aunque en las anteriores elecciones autonómicas y municipales, según declararon desde Los Verdes-Grupo Verde, habían sido elegidos un centenar de sus miembros como concejales, algunos de ellos en coalición con IU, el 26 de abril de 2012, su presidente Esteban Cabal, declaraba la ruptura de la coalición, asegurando que IUCM había incumplido los acuerdos, a los que acusó de comportarse como «delincuentes», mientras que Gira Madrid-Los Verdes, que no obtuvo ningún concejal, mantenía su acuerdo.
A finales de 2012 se celebró la X Asamblea de IU, en las que salió reelegido Cayo Lara como coordinador, por unanimidad, y en la que se renovó el Consejo Político Federal con activistas de movimientos sociales y sindicalistas, así como representantes de todas las corrientes de la formación. En 2013 la formación contaba con 36 000 afiliados.
En 2013 Coalición por Melilla, tras cinco años formando la federación de Izquierda Unida en la ciudad autónoma, decidió desligarse por lo que a partir de entonces Izquierda Unida formó su propia federación en la ciudad.
En abril de 2014, el empresario sevillano José Antonio González afirmó ante la jueza Mercedes Alaya que entregó setenta mil euros a un funcionario de IU como supuesta contraprestación por contratos adjudicados. Desde la organización consideraron que esta afirmación carecía de rigor, por lo que pidieron que antes de darle veracidad se identificara a la persona presuntamente implicada.

#### Elecciones europeas 2014 y crisis interna
De cara a las elecciones europeas de 2014 Izquierda Unida volvió a elegir por tercera vez a Willy Meyer como cabeza de lista, a pesar de las voces internas que defendían una renovación de candidatos y de los métodos de elección. Aunque la candidatura de La Izquierda Plural en la que participaba Izquierda Unida fue la tercera fuerza política con 1 575 308 votos (10.03 %) y seis escaños (de 54), suponiendo una subida de cuatro escaños respecto a los anteriores comicios europeos, Podemos, una fuerza política de izquierdas de reciente creación que elaboró sus listas a través de primarias abiertas, fue la cuarta más votada (7.98 %) obteniendo cinco escaños. Para varios medios Podemos fue «la sorpresa» de los comicios y un aviso a IU que no había logrado capitalizar el descontento social existente. Podemos superó a Izquierda Unida en cinco comunidades autónomas, entre ellas la Comunidad de Madrid.
El 25 de junio de 2014, Willy Meyer anunció su dimisión, sin haber llegado a tomar posesión de su escaño, al haberse hecho público que el fondo de pensiones para eurodiputados del que era partícipe lo gestionaba una sicav en Luxemburgo, por lo que fue sustituido por el siguiente puesto en la candidatura, que lo ocupaba Javier Couso.
En enero de 2015 IU organizó por primera vez en su historia unas primarias abiertas a simpatizantes, para elegir al próximo candidato de IU al Congreso de los Diputados. De las 82 177 del censo, 47 082 eran simpatizantes (más del 57 %) y 35 095 militantes al corriente de pago de la cuota. Finalmente fue elegido Alberto Garzón como candidato, único candidato que pudo obtener los avales suficientes para presentarse.

### Alberto Garzón (2015-2023)

#### Depuración de responsabilidades en IUCM
En febrero de 2015, estalla una crisis en la federación madrileña de IU, a raíz de la negativa de la dirección regional a depurar responsabilidades políticas por el caso de las tarjetas black, de Cajamadrid, lo que provocó la salida de IU de la recién elegida candidata a presidir la Comunidad de Madrid Tania Sánchez, junto a un grupo de alrededor de 60 militantes que fundaron un nuevo partido llamado Convocatoria por Madrid.
El resto el sector crítico de la federación de Madrid no salió de IU, aunque varias asambleas locales, el Partido Comunista de Madrid (PCM) y la Unión de Juventudes Comunistas de España (UJCE), rompieron con la dirección regional y se referenciaron únicamente en IU a nivel federal. Después de que la dirección de IUCM comunicase a Ahora Madrid su intención de presentar candidatura propia a las municipales, tras la celebración de un referéndum desautorizado por la dirección federal de IU, Mauricio Valiente se vio obligado a elegir entre la afiliación a IUCM y la presentación a las primarias de la candidatura Ahora Madrid, optando por pedir un certificado de baja formal a IU federal, alegando que IUCM le había expulsado, y presentándose as las primarias de Ahora Madrid tras una consulta a las asambleas.
También en febrero, la Candidatura Unitaria de Trabajadores (CUT), partido político adherido a IU desde su fundación en 1986, la abandonó definitivamente debido a su desacuerdo con la «política de pactos» que a su juicio la federación andaluza estaba llevando a cabo con el PSOE. Esto implicaba que desde ese momento los militantes de este partido podían seguir presentándose en las listas de Izquierda Unida, pero también podrían buscar alianzas con otras formaciones políticas.
En las elecciones municipales y autonómicas de 2015, IU tuvo un fuerte descenso en los parlamentos autonómicos, obteniendo únicamente catorce diputados (cinco en Andalucía, uno en Aragón, cinco en Asturias, uno en Castilla y León y dos en Navarra). Sin embargo, a nivel municipal tuvo un ascenso al sumar los concejales obtenidos bajo sus siglas con los obtenidos en candidaturas unitarias de «unidad popular», algunas de las cuales obtuvieron la alcaldía en capitales de provincia españolas y otras ciudades.

#### Candidaturas de «unidad popular» y elecciones generales de 2015

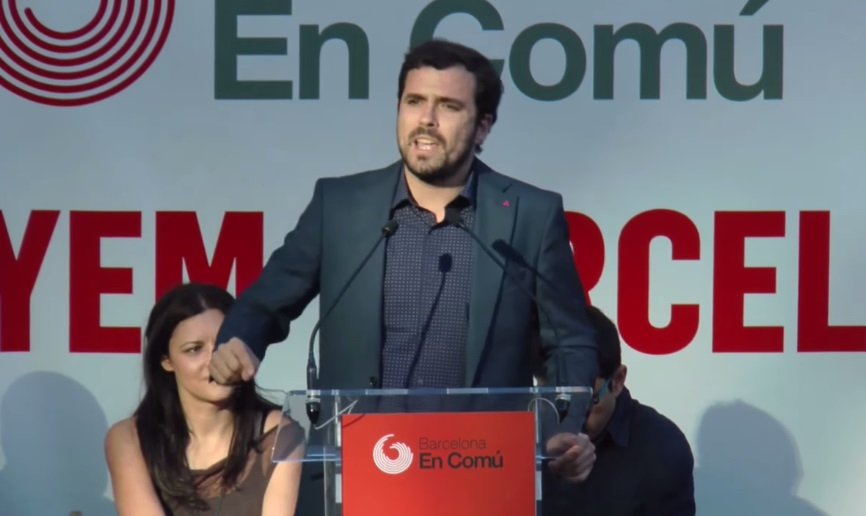
Alberto Garzón ganó las primarias de Unidad Popular para el candidato a la presidencia del Gobierno.

Considerando que las candidaturas de «unidad popular» eran «el único camino» para ganar las elecciones generales de diciembre de 2015, el candidato a la presidencia del gobierno de IU, Alberto Garzón, planteó que su organización apoyase esta opción, iniciativa que apoyó el 91 % de la dirección de IU el 5 de junio, con lo que se abrió una ronda de contactos con líderes de otros partidos de izquierdas. Unos días después, el 14 de junio, la dirección federal se desvinculó de IUCM, cuya dirección había incumplido los acuerdos federales de depuración de responsabilidades en Bankia y sobre confluencia, anunciando la creación de una nueva federación de IU en la Comunidad de Madrid, organizada en asambleas de base territoriales y de distrito, supervisada por la dirección federal.
En julio de 2015 se lanzó la plataforma ciudadana Ahora en Común, con el objetivo de crear una candidatura para las elecciones generales de diciembre de 2015 en la que confluyeran todos los partidos políticos, organizaciones sociales y personas independientes de izquierdas. A ella se sumaron entonces cargos de Podemos, Izquierda Unida, Equo y de candidaturas municipalistas. En septiembre IU aprobó integrarse en esta iniciativa, esperando que sirviese como espacio de encuentro entre todas las fuerzas políticas. La dirección de Podemos rechazó integrarse en esta iniciativa y únicamente se mostró partidario de llegar a acuerdos en algunas comunidades autónomas.
Finalmente, los tres promotores de la iniciativa anunciaron su salida de Ahora en Común, llevándose la propia marca «Ahora en Común» que habían registrado tanto ante el Ministerio del Interior como la Oficina de Patentes y Marcas, dado que no se había logrado la integración de Podemos y al considerar que la plataforma se había convertido en espacio de disputas entre partidos políticos. Tras el anuncio de celebración de primarias a nivel estatal en Ahora en Común, el partido Equo abandonó la plataforma considerando que las primarias no ayudaban a la confluencia con Podemos. Los miembros de Ahora en Común que permanecieron en la plataforma siguieron adelante bajo el nombre de Unidad Popular en Común, constituyéndose también la coalición que aparecerá en las papeletas como «Unidad Popular: Izquierda Unida, Unidad Popular en Común (IU-UPeC)», formada por Izquierda Unida y la propia Unidad Popular en Común, además de Chunta Aragonesista, Izquierda Asturiana, Batzarre-Asamblea de Izquierdas, Construyendo la Izquierda-Alternativa Socialista, Segoviemos e Izquierda Castellana.
En octubre se celebraron primarias abiertas para elegir a los candidatos de Unidad Popular, siguiendo el método Dowdall de elección proporcional de candidatos y sus puestos en las listas, anteriormente utilizado en Ahora Madrid, con ordenación de las posiciones por criterios de paridad de género. Alberto Garzón ganó las primarias a candidato a la presidencia del Gobierno con 23 712 (96 %) de un total de 24 615 habiéndose presentado frente a otros trece candidatos.
En Galicia IU se integró en la coalición En Marea, junto a las Mareas municipalistas, Anova y Podemos, acordándose que los diputados electos por dicha candidatura formarían un grupo parlamentario propio, independiente de las formaciones a nivel estatal. De la misma forma, en Cataluña su referente EUiA se integró en la coalición En Comú Podem, junto a Barcelona en Comú, Iniciativa per Catalunya Verds y Podem, también acordándose que sus diputados integrasen un grupo parlamentario propio. Además, en Navarra, la formación Izquierda-Ezkerra, en la que se integran IU y Batzarre, apoya la candidatura Cambio-Aldaketa para el Senado, junto a Geroa Bai, EH Bildu y Podemos.
En las elecciones generales de diciembre de 2015 la coalición electoral Unidad Popular se desploma en número de votos y solo consigue dos diputados en la circunscripción electoral de Madrid. Estos malos resultados se explican, aparte de por la poca relación entre votos y escaños del sistema electoral español, por el enorme ascenso de Podemos.

#### Acuerdo electoral Unidos Podemos

Símbolo de la coalición Unidos Podemos que apareció en las papeletas en las elecciones del 26 de junio de 2016.

El 20 de abril de 2016, algunos medios de comunicación informaban de que Podemos y Unidad Popular (IU-UP) estaban realizando negociaciones para presentar una lista conjunta, de cara a unas posibles nuevas elecciones generales en junio. Ese mismo mes, más de un centenar de intelectuales y artistas como El Gran Wyoming, Antonia San Juan, Carlos Bardem, Fernando Tejero o Luis Tosar, firmaron un manifiesto que en el que llamaba a Podemos, IU, las confluencias territoriales ya existentes y a otras formaciones de algunas autonomías a agruparse y «unir fuerzas» para las próximas elecciones. Hacia el 30 de abril, ambos partidos señalaron que se habían iniciado formalmente las conversaciones para una posible coalición.
Inicialmente IU sometió a consulta con sus bases el posible acuerdo con Podemos, mediante una votación que se realizó entre el 2 y 4 de mayo. Los resultados fueron de 84.5 % de votantes a favor del acuerdo. También se comenzó a negociar un programa conjunto de mínimos, si bien IU y Podemos apostaron por mantener sus programas de máximos intactos. El 9 de mayo, Pablo Iglesias y Alberto Garzón anunciaron oficialmente que se había alcanzado un preacuerdo entre sus formaciones para presentar una lista conjunta de candidatos en las próximas elecciones generales. El pacto garantizaba que una sexta parte de los candidatos obtenidos por la coalición (según las previsiones y sin contar con las coaliciones regionales de En Comú Podem, En Marea y És el moment) pertenecerían a candidatos de Izquierda Unida; además, se preservarían las señas de identidad de cada partido. Podemos e Izquierda Unida celebraron sendas consultas a sus bases los días 10 y 11 de mayo para confirmar la convergencia de ambas fuerzas, obteniendo la de Izquierda Unida una mayor participación que en la anterior consulta y un mayor número de apoyos de entre los 22 321 militantes y 49 720 simpatizantes llamados a votar.
La candidatura estatal de Unidos Podemos en la que también participaron Podemos y Equo, tuvo diferentes apoyos adicionales en algunas circunscripciones:[cita requerida]
- Andalucía: Candidatura Unitaria de Trabajadores.
- Aragón: Ahora Alto Aragón en Común y Puyalón.
- Castilla y León: Construyendo la Izquierda-Alternativa Socialista, Izquierda Castellana y Segoviemos.
- Ceuta: Coalición Caballas (Unión Demócrata Ceutí (UDCE) y Partido Socialista del Pueblo de Ceuta (PSPC)).
- Comunidad de Madrid: Construyendo la Izquierda-Alternativa Socialista y Por un Mundo más Justo.
- Comunidad Foral de Navarra: Batzarre.
- Islas Baleares: Més per les Illes Balear.
- Principado de Asturias: Construyendo la Izquierda-Alternativa Socialista, Izquierda Asturiana.

La federación gallega de Esquerda Unida se integró en la coalición En Marea, junto a Anova-Irmandade Nacionalista y Podemos Galicia, mientras que la federación valenciana se integró en Compromís-Podemos-EUPV: A la Valenciana junto a Compromís y Podem Comunitat Valenciana.
Por su parte, la organización Esquerra Unida i Alternativa, referente de Izquierda Unida en Cataluña, se integró en la coalición En Comú Podem-Guanyem el Canvi, junto a Podemos Cataluña, Iniciativa per Catalunya Verds, Equo y Barcelona en Comú.

#### XI Asamblea Federal
En los días 26 y 27 de mayo por internet y el día 29 del mismo mes de manera presencial en las sedes, la militancia de Izquierda Unida eligió a la nueva dirección de cara a la XI Asamblea Federal, por primera vez mediante primarias, en las que participó el 40.2 % del censo de afiliados. La candidatura de Alberto Garzón fue elegida con un 74.7 % de los votos, frente a la eurodiputada Paloma López Bermejo, respaldada por Cayo Lara, que obtuvo un 20.8 %, mientras que Tasio Oliver, respaldado por Gaspar Llamazares e Izquierda Abierta, logró un 4.6 %.
Los días 3 y 4 de junio se celebró la XI Asamblea federal de IU, en la que se eligió oficialmente a Alberto Garzón como nuevo coordinador general. Los resultados en las votaciones permitían al equipo de Alberto Garzón, integrado por una nueva generación de dirigentes, tener el peso suficiente para decidir el futuro de la organización.

#### Ruptura con EUiA
El 8 de junio de 2019, Izquierda Unida aprobó suspender temporalmente el protocolo con Esquerra Unida i Alternativa, tras conocer que miembros de EUiA habían puesto en marcha un proyecto político denominado Sobiranistes. También acordó convocar una asamblea abierta en Cataluña con el fin de explicar esta decisión a la militancia de EUiA que defienda la política de alianzas y el programa de IU, asamblea que se celebró finalmente el 3 de julio de 2019 en San Adrián del Besós (Barcelona) y a la que asistió Alberto Garzón. Esta convocatoria ha sido vista como un primer paso para la creación de una federación catalana de IU que se denominaría Esquerra Unida Catalunya, si bien se marca como objetivo «recuperar EUiA».

#### Expulsión del Partido Feminista
El 4 de diciembre de 2019, el Partido Feminista de España emitió un comunicado en el que reprochaba la presentación de leyes y propuestas de Podemos, partido integrado en la coalición Unidas Podemos, de la que formaba parte IU. Este comunicado generó mucha controversia, hasta el punto de que desde el área LGTB de IU (ALEAS-IU) se pidió la expulsión del partido de la coalición. Finalmente, el 22 de febrero de 2020, la Asamblea Político y Social de Izquierda Unida aprobó la expulsión del Partido Feminista por reiterados incumplimientos estatutarios y mantener posiciones contrarias a las aprobadas en los órganos de IU, poniendo fin a cinco años de integración del partido en la coalición desde que se incorporase en 2015.

#### IU en el Gobierno de España (desde 2020)

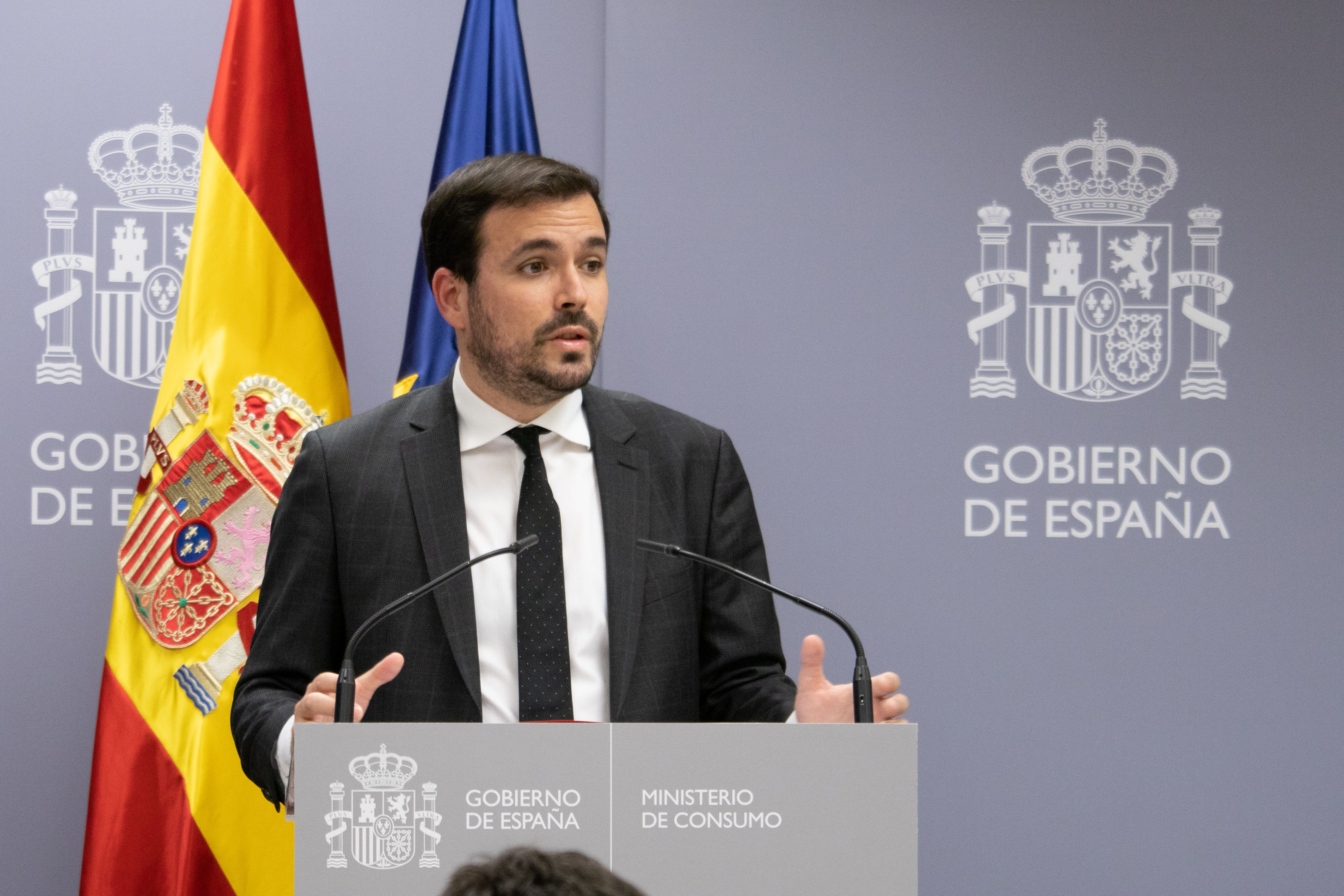
Alberto Garzón como ministro de Consumo

En las elecciones generales de abril de 2019 Izquierda Unida reeditó el acuerdo con Podemos en la coalición Unidas Podemos. En las elecciones generales de noviembre de 2019 el partido, dentro de la coalición Unidas Podemos, consigue seis diputados. La coalición electoral efectúa un pacto con el presidente del Gobierno en funciones, Pedro Sánchez (PSOE), por el cual se establece un gobierno de coalición entre Unidas Podemos y el PSOE. De este modo Unidas Podemos obtuvo cinco de los veintidós ministerios que conforman el Segundo Gobierno Sánchez. De esos cinco uno fue para Alberto Garzón: el Ministerio de Consumo. Se trataba de la primera vez en su historia que Izquierda Unida formaba parte del Gobierno de España y la primera vez desde 1939 que lo hacía un miembro del Partido Comunista de España.
En las elecciones generales del 23 de julio de 2023 Izquierda Unida no reedita la coalición Unidas Podemos y opta por ser uno de los miembros fundadores de la coalición electoral Sumar, liderada por Yolanda Díaz. En estas elecciones, Sumar obtiene treinta y un diputados en el Congreso de los Diputados, de los cuales cinco pertenecen a Izquierda Unida. Tras la salida de Alberto Garzón, el Ministerio de Consumo fue suprimido, pasando sus funciones al Ministerio de Derechos Sociales, Consumo y Agenda 2030; IU continuó en el Consejo de Ministros con la misma presencia que había tenido en la legislatura anterior, esta vez con el Ministerio de Juventud e Infancia, encabezado por Sira Rego.

### Antonio Maíllo (desde 2024)
Ante la salida de Garzón el partido convocó la  XIII Asamblea Federal para elegir nuevo coordinador en mayo de 2024. La lista que encabezó Antonio Maíllo obtuvo el 53,4% de los votos de la militancia, superando a la ministra Sira Rego.Antonio Maíllo se convirtió en el sexto coordinador general de Izquierda Unida.
En junio de 2024, en las elecciones europeas, Izquierda Unida, integrada en la coalición Sumar, se quedó fuera del Parlamento Europeo por primera vez en su historia. Maíllo fue crítico con Sumar y pidió un cambio en su estructura. Al poco de suceder el escándalo del caso Errejón, que mermó aún más a Sumar, Izquierda Unida inició en noviembre de 2024 un proceso denominado Convocatoria por la Democracia. Este proceso tiene el objetivo de recomponer a la izquierda en sustitución de Sumar.

## Organización

### Estructura interna

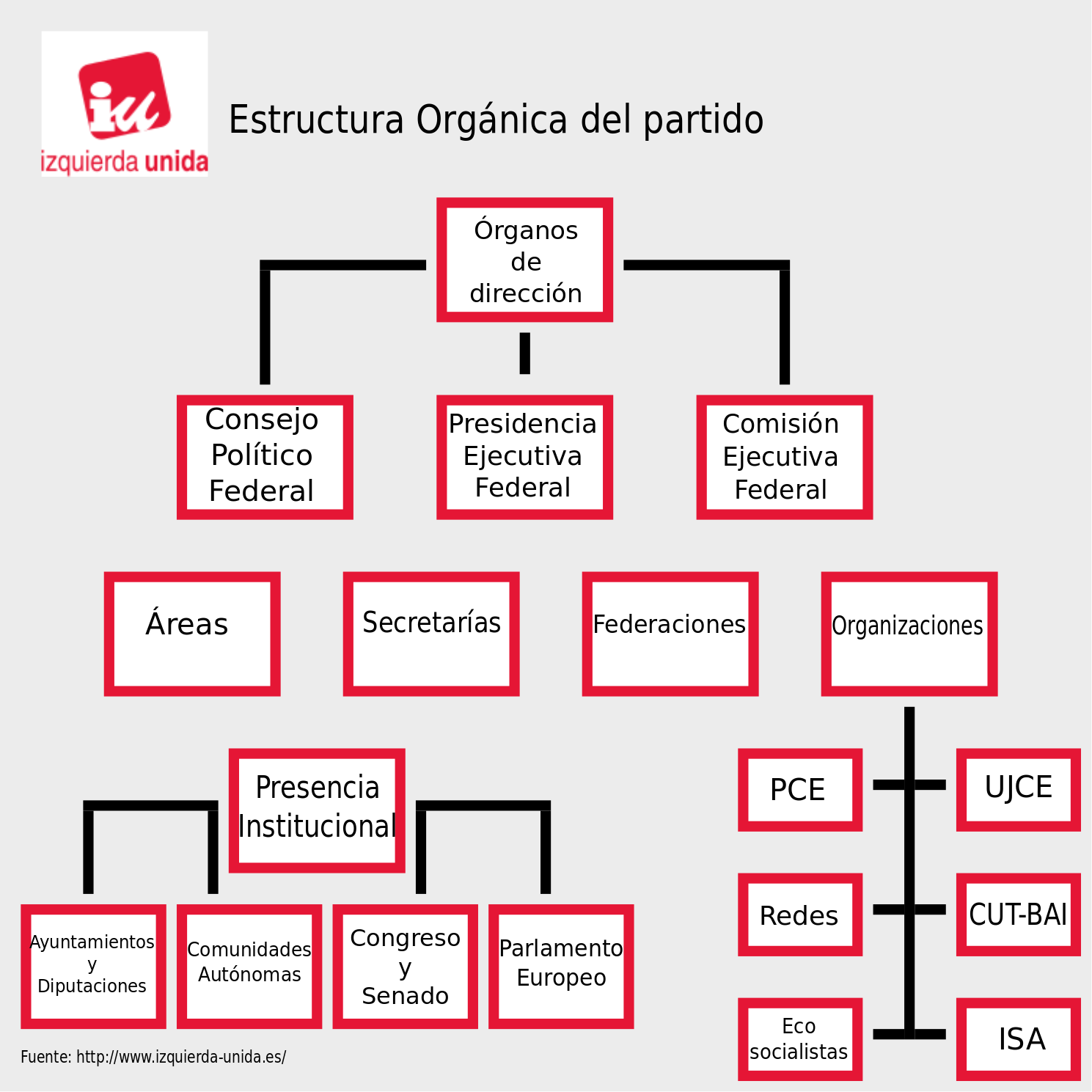
Estructura orgánica general de Izquierda Unida.

Sus afiliados eligen cada tres años a la Asamblea Federal, máximo órgano de la federación, que elige a los órganos de dirección: el Consejo Político Federal –máximo órgano entre congresos– y la Presidencia Ejecutiva Federal, órgano ejecutivo. Esta designa a su vez una Comisión Permanente Federal para el trabajo diario. Su responsable máximo es el coordinador general.
Desde la IV Asamblea Federal de Izquierda Unida, la organización tiene limitada la permanencia en los cargos públicos y responsabilidades políticas, de forma que estos no podrán permanecer en el mismo cargo, de manera continuada, más de dos legislaturas u ocho años.

### Coordinadores federales
El responsable máximo de Izquierda Unida es su coordinador federal, el equivalente al cargo de secretario general en los partidos políticos. Desde su fundación, han ostentado el cargo cinco personas:
| Coordinador federal | Coordinador federal | Coordinador federal            | Partido político            | Inicio de mandato       | Fin de mandato          |
| ------------------- | ------------------- | ------------------------------ | --------------------------- | ----------------------- | ----------------------- |
| 1.º                 |                     | Gerardo Iglesias Argüelles     | Partido Comunista de España | 29 de abril de 1986     | 1 de noviembre de 1989  |
| 2.º                 |                     | Julio Anguita González         | Partido Comunista de España | 1 de noviembre de 1989  | 29 de octubre de 2000   |
| 3.º                 |                     | Gaspar Llamazares Trigo        | Partido Comunista de España | 29 de octubre de 2000   | 14 de diciembre de 2008 |
| 4.º                 |                     | Cayo Lara Moya                 | Partido Comunista de España | 14 de diciembre de 2008 | 4 de junio de 2016      |
| 5.º                 |                     | Alberto Carlos Garzón Espinosa | Partido Comunista de España | 4 de junio de 2016      | 1 de diciembre de 2023  |
| Gestora             | Gestora             | Gestora                        | Gestora                     | 1 de diciembre de 2023  | 14 de mayo de 2024      |
| 6º                  |                     | Antonio Maíllo Cañadas         | Partido Comunista de España | 14 de mayo de 2024      | En el cargo             |

### Federaciones territoriales
Izquierda Unida se compone de organizaciones territoriales federadas en todo el territorio español, a excepción de Melilla donde no cuenta con federación, y de su Federación del Exterior, conformada por las personas que viven y trabajan fuera del territorio español.
| Región                 | Federación                                              | Coordinador General                | Últimas elecciones autonómicas | Últimas elecciones autonómicas     | Últimas elecciones autonómicas | Últimas elecciones autonómicas |
| Región                 | Federación                                              | Coordinador General                | Candidatura                    | Diputados                          | Grupo parlamentario            | Estatus en la legilatura       |
| ---------------------- | ------------------------------------------------------- | ---------------------------------- | ------------------------------ | ---------------------------------- | ------------------------------ | ------------------------------ |
| Andalucía              | Izquierda Unida Los Verdes-Convocatoria por Andalucía   | Toni Valero                        |                                | 5/109 Respecto a la coalición: 1/5 |                                | Oposición                      |
| Aragón                 | Izquierda Unida de Aragón                               | Álvaro Sanz                        |                                | 1/67                               |                                | Oposición                      |
| Principado de Asturias | Izquierda Unida de Asturias-Izquierda Xunida d'Asturies | Ovidio Zapico                      |                                | 3/45Respecto a la coalición:2/3    |                                | Gobierno                       |
| Islas Baleares         | Izquierda Unida de las Islas Baleares                   | Juanjo Martínez                    |                                | 0/59                               |                                | Sin presencia parlamentaria    |
| Canarias               | Izquierda Unida Canaria                                 | Luisa Tamayo                       |                                | 0/70                               | Sin presencia parlamentaria    | Sin presencia parlamentaria    |
| Cantabria              | Izquierda Unida de Cantabria                            | Leticia Martínez                   |                                | 0/35                               | Sin presencia parlamentaria    | Sin presencia parlamentaria    |
| Castilla y León        | Izquierda Unida de Castilla y León                      | José Sarrión Andaluz               |                                | 0/81                               | Sin presencia parlamentaria    | Sin presencia parlamentaria    |
| Castilla-La Mancha     | Izquierda Unida de Castilla-La Mancha                   | Juan Ramón Crespo Aguilar          |                                | 0/33                               | Sin presencia parlamentaria    | Sin presencia parlamentaria    |
| Cataluña               | Esquerra Unida Catalunya                                | Núria Lozano y Eduard Navarro      |                                | 6/135 Respecto a la coalición: 1/6 | Sin presencia parlamentaria    | Sin presencia parlamentaria    |
| Ceuta                  | Izquierda Unida de Ceuta                                | Antonio Nepomuceno                 |                                | 0/25                               | Sin presencia parlamentaria    | Sin presencia parlamentaria    |
| Comunidad Valenciana   | Esquerra Unida del País Valencià                        | Rosa Pérez Garijo                  |                                | 0/99                               | Sin presencia parlamentaria    | Sin presencia parlamentaria    |
| Extremadura            | Izquierda Unida Extremadura                             | Joaquín Macías                     |                                | 4/65 Respecto a la coalición: 2/4  |                                | Oposición                      |
| Galicia                | Esquerda Unida                                          | Eva Solla                          |                                | 0/75                               | Sin presencia parlamentaria    | Sin presencia parlamentaria    |
| Comunidad de Madrid    | Izquierda Unida Madrid                                  | Álvaro Aguilera y Carolina Cordero |                                | 0/136                              |                                | Sin presencia parlamentaria    |
| Región de Murcia       | Izquierda Unida-Verdes de la Región de Murcia           | José Luis Álvarez Castellanos      |                                | 2/45 Respecto a la coalición: 1/2  |                                | Oposición                      |
| Navarra                | Izquierda Unida de Navarra-Nafarroako Ezker Batua       | José Miguel Nuin                   |                                | 3/50 Respecto a la coalición: 1/3  |                                | Gobierno                       |
| País Vasco             | Ezker Anitza                                            | Isabel Salud                       |                                | 1/75 Respecto a la coalición: 1/1  |                                | Oposición                      |
| La Rioja               | Izquierda Unida de La Rioja                             | Diego Mendiola                     |                                | 2/33 Respecto a la coalición: 2/2  |                                | Oposición                      |
| Exterior               | Izquierda Unida Exterior                                | Luis Cortés Barbado                | —                              | —                                  | —                              | —                              |

### Coaliciones
IU ha pertenecido a las siguientes coaliciones: 
- España: Unidos Podemos (2016–2019), Unidas Podemos (2019–2023), Sumar (2023).
  -  Andalucía: Por Andalucía (Inmaculada Nieto).
  -  Cataluña: En Comú Podem (Jéssica Albiach).
  -  Comunidad de Madrid: Unidas Podemos (Carolina Alonso).
  -  Comunidad Valenciana: Unides Podem (Héctor Illueca).
  -  Galicia: Galicia En Común (Ledicia Piñeiro).
  -  Castilla y León: Unidas Podemos (Pablo Fernández Santos).
  -  País Vasco: Elkarrekin Podemos (Miren Gorrotxategi).
  -  Canarias: Unidas sí podemos-Izquierda Unida Canaria (Luisa Tamayo).
  -  Castilla-La Mancha: Unidas Podemos-Equo (José García Molina).
  -  Región de Murcia: Podemos-Equo-Izquierda Unida-Verdes de la Región de Murcia (José Luis Álvarez Castellanos).
  -  Aragón: Podemos-Equo-Izquierda Unida de Aragón (Álvaro Sanz).
  -  Islas Baleares: Unidas Podemos (Juan Pedro Yllanes).
  -  Extremadura: Unidas por Extremadura (Irene de Miguel).
  -  Principado de Asturias: Podemos Asturies-Izquierda Unida de Asturias-Izquierda Asturiana (Ramón Argüelles Cordero).
  -  Comunidad Foral de Navarra: Podemos-Izquierda-Ezkerra (José Miguel Nuin).
  -  Cantabria: Podemos-Izquierda Unida de Cantabria-Equo (Leticia Martínez).
  -  La Rioja: Unidas Podemos-Equo (Diego Mendiola).
  -  Melilla: Unidas Podemos (Gema Aguilar).
  -  Ceuta: Unidas Podemos (Ramón Rodríguez Casaubón).
- Unión Europea: Unidas Podemos Cambiar Europa (2019–2024, María Eugenia Rodríguez Palop), Sumar (2024).

### Afiliación internacional
IU es miembro fundador del Partido de la Izquierda Europea (PIE), y liderada por el PCE, mantiene buenas relaciones con los partidos comunistas y sus sucesores políticos. IU llegó a tener cuatro eurodiputados en el Parlamento Europeo dentro de la coalición La Izquierda Plural y es miembro del grupo de la Izquierda Unitaria Europea - Izquierda Verde Nórdica (GUE-NGL). Participa además en el Foro de Sao Paulo, organización que agrupa a la mayoría de partidos de izquierda de Iberoamérica y (en calidad de observadores) de otras partes del mundo incluyendo Europa y Estados Unidos. Es miembro fundador de la Secretaría Europea del Foro de Sao Paulo.

## Actividad institucional

### Comunidades autónomas

Comunidades autónomas en las que Izquierda Unida tiene representación parlamentaria.
Miembro del gobierno de la CCAA
Presencia parlamentaria
Sin presencia parlamentaria

Izquierda Unida está presente en diez de las diecinueve asambleas legislativas autonómicas y de las ciudades autónomas. Además tras las últimas elecciones autonómicas forma parte de la coalición de gobierno en Asturias y Navarra.
- Andalucía: Izquierda Unida Los Verdes-Convocatoria por Andalucía (dentro de Por Andalucía), una diputada (2022).
- Aragón: Izquierda Unida de Aragón, un diputado (2019).
- Asturias: Izquierda Unida de Asturias – Izquierda Xunida (dentro de Convocatoria por Asturias), dos diputados (2023).
- Extremadura: Izquierda Unida de Extremadura (dentro de Unidas por Extremadura), un diputado (2019).
- La Rioja: Izquierda Unida de La Rioja, una diputada (2019).
- Comunidad de Madrid: Izquierda Unida-Madrid (dentro de Unidas Podemos Izquierda Unida Madrid en Pie), dos diputados (2021).
- Navarra: Izquierda Unida de Navarra-Nafarroako Ezker Batua (dentro de Izquierda-Ezkerra), un diputado (2019).
- País Vasco: Ezker Anitza (dentro de Elkarrekin Podemos), dos diputados (2020).
- Comunidad Valenciana: Esquerra Unida del País Valencià (dentro de Unidas Podemos), dos diputados (2019).
- Cataluña: Esquerra Unida Catalunya (dentro de En Comú Podem), una diputada (2021).

En las restantes asambleas autonómicas (Canarias, Cantabria, Castilla-La Mancha, Castilla y León, Ceuta, Galicia y Murcia) carece de representación a día de hoy, si bien tuvo representación en todas ellas en el pasado. Además, en Melilla carece actualmente de federación.
En las últimas elecciones de cada CC.AA. se presentaron bajo las siguientes fórmulas electorales:
- Elecciones al Parlamento Vasco de 2020: Elkarrekin Podemos.
- Elecciones al Parlamento de Galicia de 2020: Galicia en Común.
- Elecciones al Parlamento de Cataluña de 2021: En Comú Podem.
- Elecciones al Parlamento de Andalucía de 2018: Adelante Andalucía.
- Elecciones a las Cortes de Aragón de 2019: Izquierda Unida de Aragón.
- Elecciones a la Junta General del Principado de Asturias de 2019: IU-IX-IAS Asturias por la Izquierda.
- Elecciones al Parlamento de Canarias de 2019: Izquierda Unida Canaria.
- Elecciones al Parlamento de Cantabria de 2019: Marea Cántabra.
- Elecciones a las Cortes de Castilla y León de 2022: Unidas Podemos Castilla y León.
- Elecciones a las Cortes de Castilla-La Mancha de 2019: Unidas Podemos
- Elecciones a las Cortes Valencianas de 2019: Unidas Podemos.
- Elecciones a la Asamblea de Ceuta de 2019: Unidas Podemos.
- Elecciones a la Asamblea de Extremadura de 2019: Unidas por Extremadura.
- Elecciones a la Asamblea de Madrid de 2019: Unidas Podemos Izquierda Unida Madrid en Pie.
- Elecciones a la Asamblea de Melilla de 2019: Unidas Podemos.[211]
- Elecciones a la Asamblea Regional de Murcia de 2019: Cambiar la Región de Murcia.
- Elecciones al Parlamento de Navarra de 2019: Izquierda-Ezkerra.[212]
- Elecciones al Parlamento de La Rioja de 2019: Unidas Podemos.
- Elecciones al Parlamento de Andalucía de 2022: Por Andalucía.

### Ayuntamientos
En las elecciones municipales de 2011, Izquierda Unida obtuvo un total de 1 424 119 votos, un 6.36 % del total (1 666 038 y 7.43 % si sumamos los de ICV-EUiA): 2230 concejales, cincuenta y ocho mayorías absolutas y cincuenta y tres mayorías relativas. Aumentó su representación en multitud de ayuntamientos, y en general aumentó en número de votos en aquellos lugares en los que estaba en la oposición así como en los lugares en los que tenía mayoría absoluta, mientras que bajó donde gobernaba en coalición con el PSOE.
En la Comunidad Valenciana Esquerra Unida logró entrar en los ayuntamientos de las tres capitales de provincia. Destaca el caso de Castellón, donde con un 5.72 % entró con un concejal, algo que no hacía desde 1995. En Alicante y Valencia entró con dos concejales en cada ciudad. En general aumentó significativamente su presencia en la comunidad al lograr 162 concejales (veintiuno más), dos mayorías absolutas y una relativa. En Castellón triplicó sus concejales respecto 2007, consiguiendo entrar en ayuntamientos donde hacía años que no lo lograba.
En la Comunidad de Madrid revalidó con mayoría absoluta la alcaldía de Rivas-Vaciamadrid y se quedó al borde de la mayoría absoluta en San Fernando de Henares, donde aumentó el número de votos en un 8 %. IU-CM tiene mayor presencia en los barrios de mayoría obrera que se agrupan en el conocido como «cinturón rojo» de Madrid. En el ayuntamiento de Madrid aumentó su representación con un edil y sus votos consiguiendo el 10.75 %.
En Asturias podemos destacar las mayorías absolutas en Illas, Lena y Santa Eulalia de Oscos, así como el triunfo histórico de la coalición en Mieres, donde logró la alcaldía con diex de los veintiún concejales y superando la suma del número de votos de PP y PSOE, y el aumento del respaldo a la alcaldía de IU en otros lugares como Cangas del Narcea, donde pasó de tres a seis concejales, Castrillón, donde fue la lista más votada con siete concejales. En Oviedo consiguió entrar con tres ediles y subió uno en Gijón.
En Andalucía destaca el pueblo sevillano de Marinaleda, donde IU gobierna con mayoría desde 1979, y las recientes mayorías absolutas de Gilena, Pedrera, La Puebla de Cazalla, La Puebla de los Infantes, Cala, Cabezas Rubias, Corteconcepción, la Granada de Riotinto, y Medina Sidonia. Además, logró mayoría relativa en Arahal, El Carpio (Córdoba), Encinasola, Fernán Núñez, Fuenteheridos, Trigueros, Pedro Abad (Córdoba), Zalamea y Zufre. Sin embargo, en las últimas elecciones, IU perdió las alcaldías de Córdoba y Sevilla, donde cogobernaba con el PSOE, perdiendo siete y un ediles respectivamente. En el caso de Córdoba, Rosa Aguilar logró para la coalición en 2003 un 40 % de votos, pero tras las elecciones de 2007 IU bajó al 35 %, manteniendo la alcaldía gracias a la coalición con el PSOE. En los ayuntamientos de Almería, Cádiz, Huelva y Málaga aumentó ligeramente su representación, mientras perdió representación en Jaén y Granada (con un edil menos).
En Cataluña, donde el referente de IU, Esquerra Unida i Alternativa (EUiA), se presenta conjuntamente con Iniciativa per Catalunya-Verds (ICV), la coalición fue perdiendo fuerza paulatinamente con el paso de los años. Así, si el PSUC, rama catalana del PCE, tenía la alcaldía de grandes ciudades del cinturón obrero barcelonés en 1979 y aún en los ochenta (Badalona, Santa Coloma de Gramanet, Sabadell, Cornellá de Llobregat) su presencia se ha quedado reducida a ciudades medianas (El Prat de Llobregat, Sardañola del Vallés, Santa Perpetua de Moguda). En las últimas elecciones, ICV-EUiA perdió votos en todas las provincias catalanas excepto en la de Barcelona donde en la Ciudad Condal aumentó su representación en un edil (cinco en total) y sus votos consiguiendo el 10.39 % y mantuvo la representación que ya tenía (dos ediles) en Hospitalet de Llobregat. Consiguió entrar en el ayuntamiento de Tarragona pero perdió representación en el de Gerona y salió del de Lérida.
En Aragón Izquierda Unida aumentó su representación en el ayuntamiento de Zaragoza en dos ediles consiguiendo el 7.92 % de los votos. Mantuvo su representación en Huesca con cuatro ediles y consiguió entrar en el ayuntamiento de Teruel con un edil.
En Castilla y León IU aumentó su representación en los ayuntamientos de Ávila, Valladolid y Zamora en un, dos y un ediles respectivamente. Mantuvo su representación en Palencia, Fabero, Cacabelos y Villablino y consiguió entrar en los ayuntamientos de Burgos y Segovia. No obstante, salió del ayuntamiento de Soria.
En Extremadura aumentó su representación en los ayuntamientos de Badajoz y Cáceres en un edil en cada uno y consiguió entrar en el ayuntamiento de Mérida con un edil.
En Castilla-La Mancha Izquierda Unida mantuvo su representación en los ayuntamientos de Albacete, Guadalajara y Toledo y consiguió entrar en el de Ciudad Real con 1 edil. No obstante salió del ayuntamiento de Cuenca.
Además, IU aumentó su representación en el ayuntamiento de Murcia y consiguió entrar en los de Santa Cruz de Tenerife, La Coruña y Pamplona.
No obstante, salió de los ayuntamientos de Bilbao, San Sebastián y Vitoria, en los que Bildu arrasó.
Tras las elecciones municipales de 2015 entró en múltiples Ayuntamientos en conjunto con otras fuerzas de izquierdas como Podemos o Equo alcanzando, a través de estas confluencias, las alcaldías de Madrid (Ahora Madrid), Barcelona (Barcelona en Comú), Zamora (en solitario), La Coruña (Marea Atlántica), Santiago de Compostela (Compostela Aberta), Zaragoza (Zaragoza en Común)... 
Actualmente gobierna en solitario y con mayoría absoluta en Zamora, casi con mayoría absoluta en Cádiz (Adelante Andalucía) y en coalición con otras fuerzas de izquierda en varios municipios de la Comunidad de Madrid o el área metropolitana de Barcelona, destacando Rivas-Vaciamadrid, donde gobierna de forma ininterrumpida desde 1991.

## Resultados electorales

### Elecciones generales
| Comicios          | Candidato         | # de votos | % de votos | Diputados | Escaños por partido                                                | Notas                                                                                     |
| ----------------- | ----------------- | ---------- | ---------- | --------- | ------------------------------------------------------------------ | ----------------------------------------------------------------------------------------- |
| 1986              | Gerardo Iglesias  | 935.504    | 4,63%      | 7/350     | 4 del PCE, 1 del PCPE, 1 de la FP y 1 del PSUC                     |                                                                                           |
| 1989              | Julio Anguita     | 1.858.588  | 9,07%      | 17/350    | 13 del PCE, 3 del PSUC y 1 del PASOC                               |                                                                                           |
| 1993              | Julio Anguita     | 2.253.722  | 9,55%      | 18/350    | 13 del PCE, 3 del PSUC, 1 del PASOC y 1 independiente              |                                                                                           |
| 1996              | Julio Anguita     | 2.639.774  | 10,54%     | 21/350    | 12 del PCE, 2 del PSUC, 4 del PDNI, 1 del PASOC y 2 independientes | En junio de 1997, 3 diputados de la corriente Nueva Izquierda son expulsados del partido. |
| 2000              | Francisco Frutos  | 1.263.043  | 5,45%      | 8/350     | 7 del PCE y 1 independiente                                        |                                                                                           |
| 2004              | Gaspar Llamazares | 1.284.081  | 4,96%      | 3/350     | 2 del PCE y 1 independiente                                        | En coalición con Iniciativa per Catalunya Verds (ICV).                                    |
| 2008              | Gaspar Llamazares | 969.946    | 3,77%      | 1/350     | 1 del PCE                                                          | En coalición con Iniciativa per Catalunya Verds (ICV).                                    |
| 2011              | Cayo Lara         | 1.680.810  | 6,92%      | 8/350     | 4 del PCE, 1 independiente, 1 de la UJCE, 1 de IAb y 1 del PCC.    | En la coalición La Izquierda Plural.                                                      |
| 2015              | Alberto Garzón    | 926.783    | 3,68%      | 2/350     | 2 del PCE                                                          | En la coalición Unidad Popular                                                            |
| 2016              | Alberto Garzón    | -          | -          | 8/350     | 6 del PCE y 2 de Comunistes de Catalunya.                          | En la coalición Unidas Podemos.                                                           |
| Abril de 2019     | Alberto Garzón    | -          | -          | 6/350     | 5 del PCE y 1 de Comunistes de Catalunya.                          | En la coalición Unidas Podemos.                                                           |
| Noviembre de 2019 | Alberto Garzón    | -          | -          | 6/350     | 5 del PCE y 1 de Comunistes de Catalunya.                          | En la coalición Unidas Podemos.                                                           |
| 2023              | -                 | -          | -          | 5/350     | 5 del PCE.                                                         | En la coalición Sumar.                                                                    |

### Elecciones municipales
| Comicios | Coordinador       | # de votos   | % de votos | Concejales  | Observaciones |
| -------- | ----------------- | ------------ | ---------- | ----------- | --- |
| 1987     | Gerardo Iglesias  | 1.399.364    | 7,18%      | 2315/65 577 | |
| 1991     | Julio Anguita     | 1.579.097    | 8,38%      | 2614/66 308 | |
| 1995     | Julio Anguita     | 2.589.780    | 11,68%     | 3493/65 869 | |
| 1999     | Julio Anguita     | 1.387.900    | 6,52%      | 2295/65 201 | |
| 2003     | Gaspar Llamazares | 1.730.732    | 7,53%      | 2198/65 510 | |
| 2007     | Gaspar Llamazares | 1.473.992    | 6,63%      | 2034/66 131 | |
| 2011     | Cayo Lara         | 1.666.038    | 7,45%      | 2249/68 230 | |
| 2015     | Cayo Lara         | 1.054.781(*) | 10,53%     | 3223/67 611 | (*) El número de votos refleja únicamente el de candidaturas propias de IU y no contabiliza candidaturas conjuntas con otras organizaciones. |
| 2019     | Alberto Garzón    | 190.361(*)   | 0,84%      | 2369/67 611 | (*) El número de votos refleja únicamente el de candidaturas propias de IU y no contabiliza candidaturas conjuntas con otras organizaciones. |
| 2023     | Alberto Garzón    | 76.408(*)    | 0,34%      | 1678/67 031 | (*) El número de votos refleja únicamente el de candidaturas propias de IU y no contabiliza candidaturas conjuntas con otras organizaciones. |

### Elecciones europeas
|  | 5.25 % |

|  | 6.06 % |

|  | 13.44 % |

|  | 5.77 % |

|  | 4.15 % |

|  | 3.71 % |

|  | 9.99 % |

|  | 10.05 % |

1. ↑  María Eugenia Rodríguez Palop lideró la candidatura como independiente propuesta por Podemos. La candidata de Izquierda Unida a las Elecciones al Parlamento Europeo de 2019 fue Sira Rego, que entró como nº. 2 de la lista.
2. 1 2  Respecto a la suma de los resultados obtenidos en 2014 por Podemos y La Izquierda Plural